# Sost

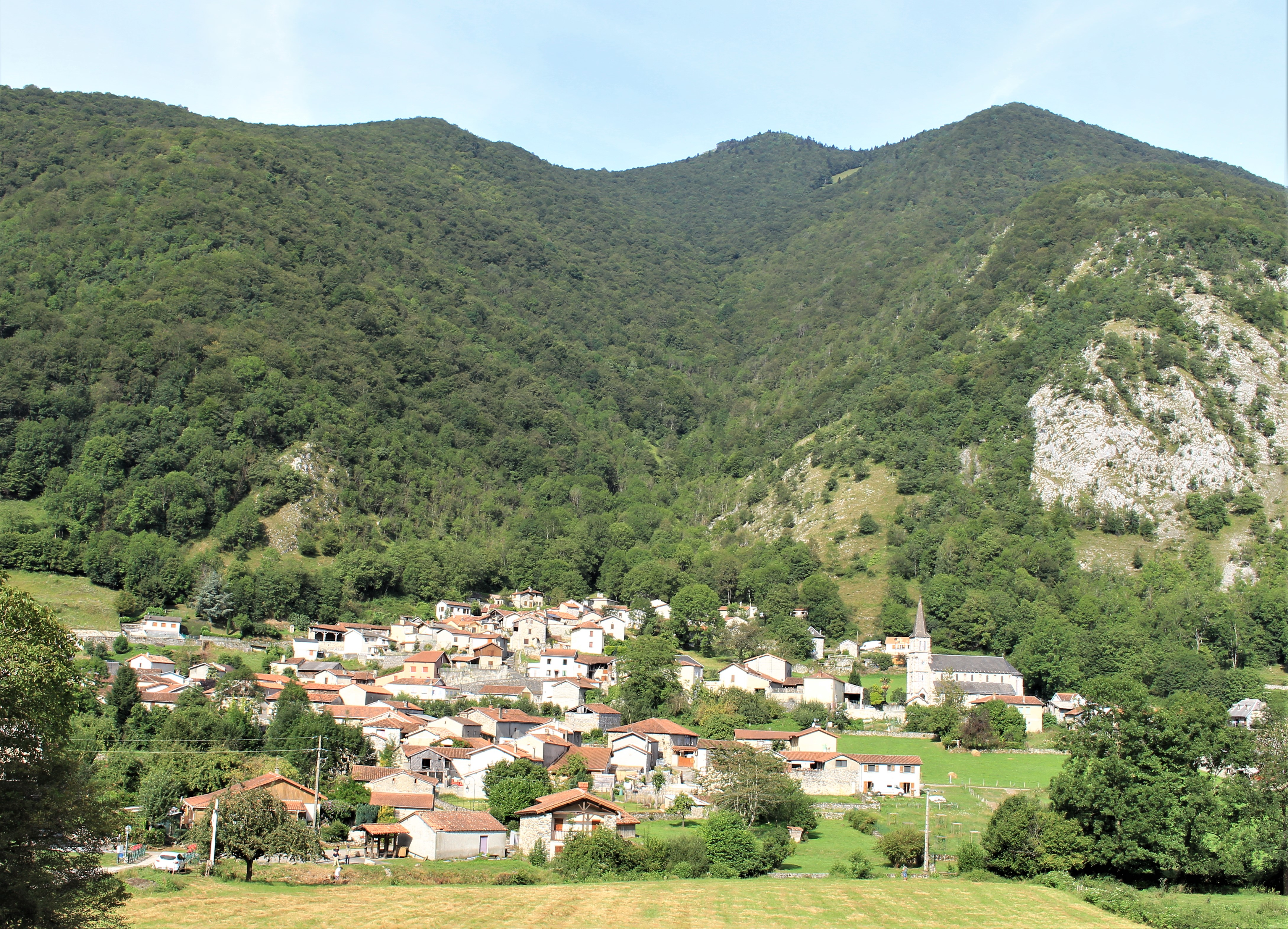
Vue en été.

Sost [sɔst] est une commune française située dans le sud-est du département des Hautes-Pyrénées, en région Occitanie.
Sur le plan historique et culturel, la commune est dans le pays de Comminges, correspondant à l’ancien comté de Comminges, circonscription de la province de Gascogne située sur les départements actuels du Gers, de la Haute-Garonne, des Hautes-Pyrénées et de l'Ariège. Exposée à un climat de montagne, elle est drainée par l'Ourse de Sost et par divers autres petits cours d'eau. La commune possède un patrimoine naturel remarquable composé de six zones naturelles d'intérêt écologique, faunistique et floristique.
Sost est une commune rurale qui compte 99 habitants en 2022, après avoir connu un pic de population de 606 habitants en 1851.
Ses habitants sont appelés les Sostois.

## Géographie

### Localisation
La commune de Sost se trouve dans le département des Hautes-Pyrénées, en région Occitanie.
Elle se situe à 52 km à vol d'oiseau de Tarbes, préfecture du département, à 36 km de Bagnères-de-Bigorre, sous-préfecture, et à 26 km de Lannemezan, bureau centralisateur du canton de la Vallée de la Barousse dont dépend la commune depuis 2015 pour les élections départementales.
La commune fait en outre partie du bassin de vie de Montréjeau.
Les communes les plus proches sont : 
Esbareich (1,8 km), Ferrère (3,2 km), Ourde (3,3 km), Mauléon-Barousse (3,5 km), Cazarilh (3,7 km), Thèbe (4,9 km), Bramevaque (5,5 km), Troubat (5,5 km).
Sur le plan historique et culturel, Sost fait partie du pays de Comminges, correspondant à l’ancien comté de Comminges, circonscription de la province de Gascogne située sur les départements actuels du Gers, de la Haute-Garonne, des Hautes-Pyrénées et de l'Ariège.
Sur les douze communes limitrophes de Sost, dix, à l'est et au sud, font partie du département voisin de la Haute-Garonne. Deux d'entre elles sont limitrophes par un simple quadripoint : Cirès au sud-ouest au cap de Pouy Pradaus et Binos à l'est au sommet de l'Oudérou.
|                                                | Esbareich                                                 |                                                                                       |
| Ferrère                                        | Sost                                                      | Binos (Haute-Garonne), Bachos (Haute-Garonne), Guran (Haute-Garonne),                 |
| Cirès (Haute-Garonne), Caubous (Haute-Garonne) | Mayrègne (Haute-Garonne), St-Paul-d'Oueil (Haute-Garonne) | Lège (Haute-Garonne), Cazaux-Layrisse (Haute-Garonne), Cier-de-Luchon (Haute-Garonne) |

### Hydrographie

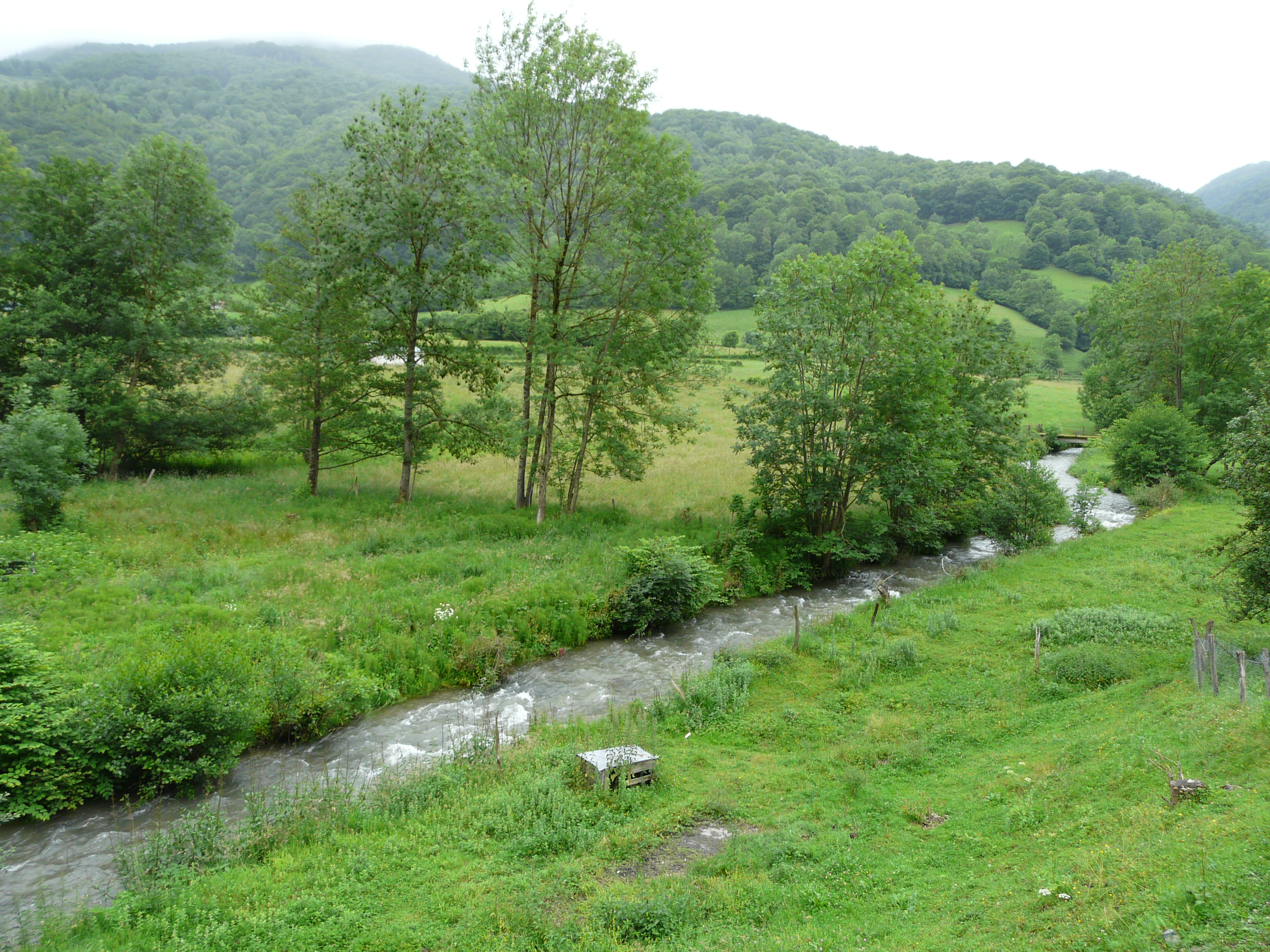
L'Ourse de Sost sur le territoire communal.

La commune est dans le bassin versant de la Garonne, au sein du bassin hydrographique Adour-Garonne. Elle est drainée par l'Ourse de Sost, la coume de Hour, la coume de la Lit de Conté, la coume de Mont-Las, le Rieu Grand, le ruisseau d'Ardons, le ruisseau de Bédoure, le ruisseau de Bourgelas, le ruisseau de Caubech, le ruisseau de l'Esquie d'Ase, le ruisseau de Maylin, le ruisseau de Poujadiou, le ruisseau de Terre-Nère et par divers petits cours d'eau, constituant un réseau hydrographique de 41 km de longueur totale,.
L'Ourse de Sost, d'une longueur totale de 12,4 km, prend sa source dans la commune et s'écoule vers le nord. Il traverse la commune et se jette dans l'Ourse à Mauléon-Barousse, après avoir traversé 3 communes.

### Climat
La commune jouit d'un climat montagnard caractérisé par des étés doux (température moyenne de 25 °C) et des périodes de beaux temps. Parfois des orages éclatent sous forme de fortes averses, imprévues et violentes. Quant aux hivers, ils sont frais ou froids avec des températures de 3 °C en moyenne, et souvent humides avec de fréquentes dépressions en provenance de l'Atlantique amenant de la pluie.
| Mois                              | jan.  | fév.  | mars  | avril | mai   | juin  | jui.  | août  | sep.  | oct.  | nov.  | déc.  | année   |
| --------------------------------- | ----- | ----- | ----- | ----- | ----- | ----- | ----- | ----- | ----- | ----- | ----- | ----- | ------- |
| Température minimale moyenne (°C) | 1     | 2     | 4     | 6     | 9     | 13    | 15    | 15    | 12    | 9     | 4     | 2     | 7,7     |
| Température moyenne (°C)          | 5,2   | 5,6   | 8,4   | 10,1  | 13,8  | 17,8  | 18,6  | 18,8  | 16,4  | 13,5  | 7,5   | 5,5   | 11,8    |
| Température maximale moyenne (°C) | 10    | 11    | 14    | 15    | 19    | 22    | 25    | 25    | 23    | 19    | 14    | 11    | 17,3    |
| Ensoleillement (h)                | 108,8 | 118,8 | 155,6 | 157,2 | 181,3 | 191,5 | 215,5 | 196,4 | 194,5 | 164,4 | 124,4 | 104,4 | 1 912,8 |
| Précipitations (mm)               | 98,6  | 63,3  | 99    | 108,2 | 137   | 87,1  | 72,6  | 70,5  | 69,5  | 81,9  | 101,4 | 97,4  | 1 086   |

### Village et paysages

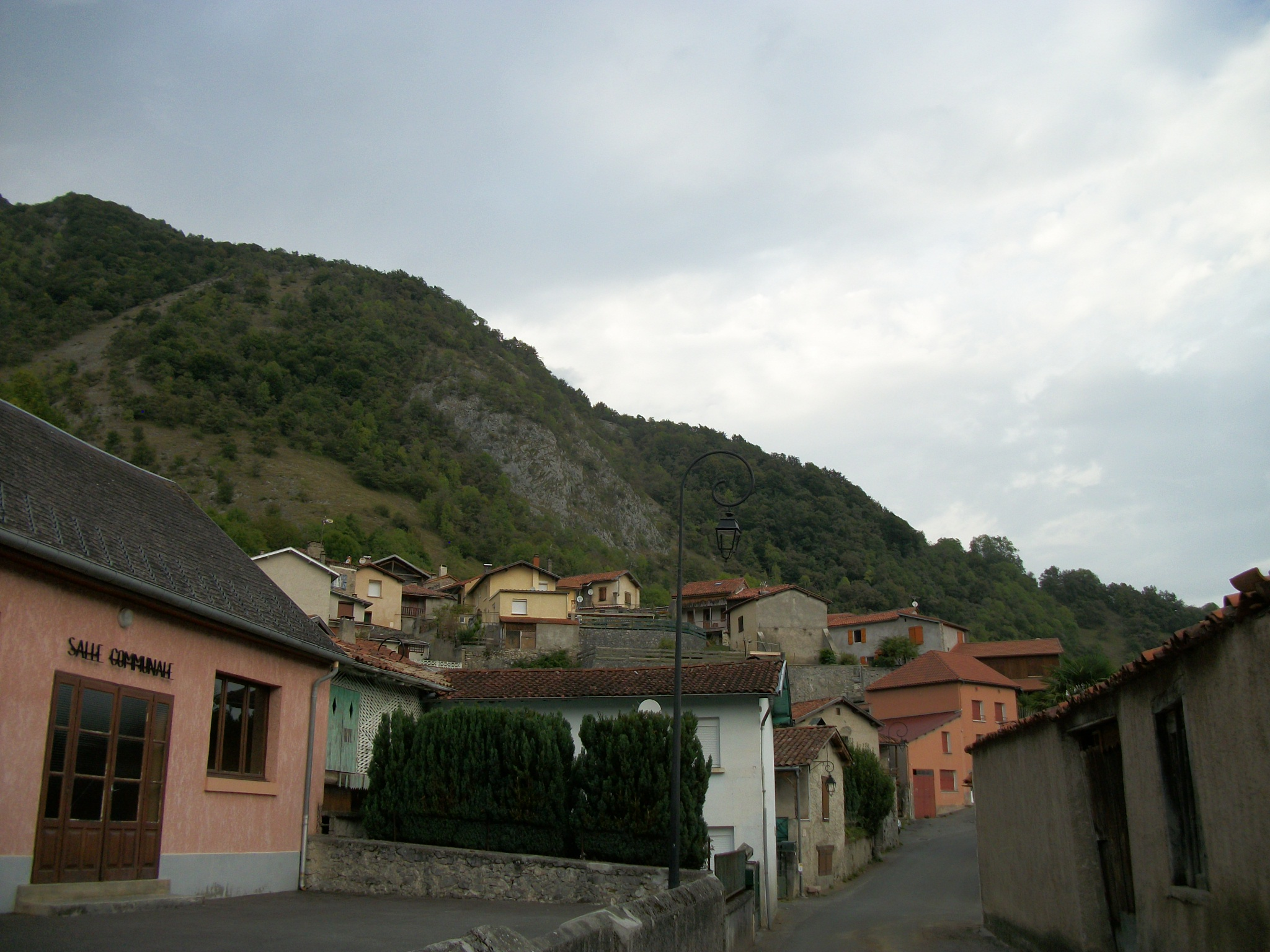
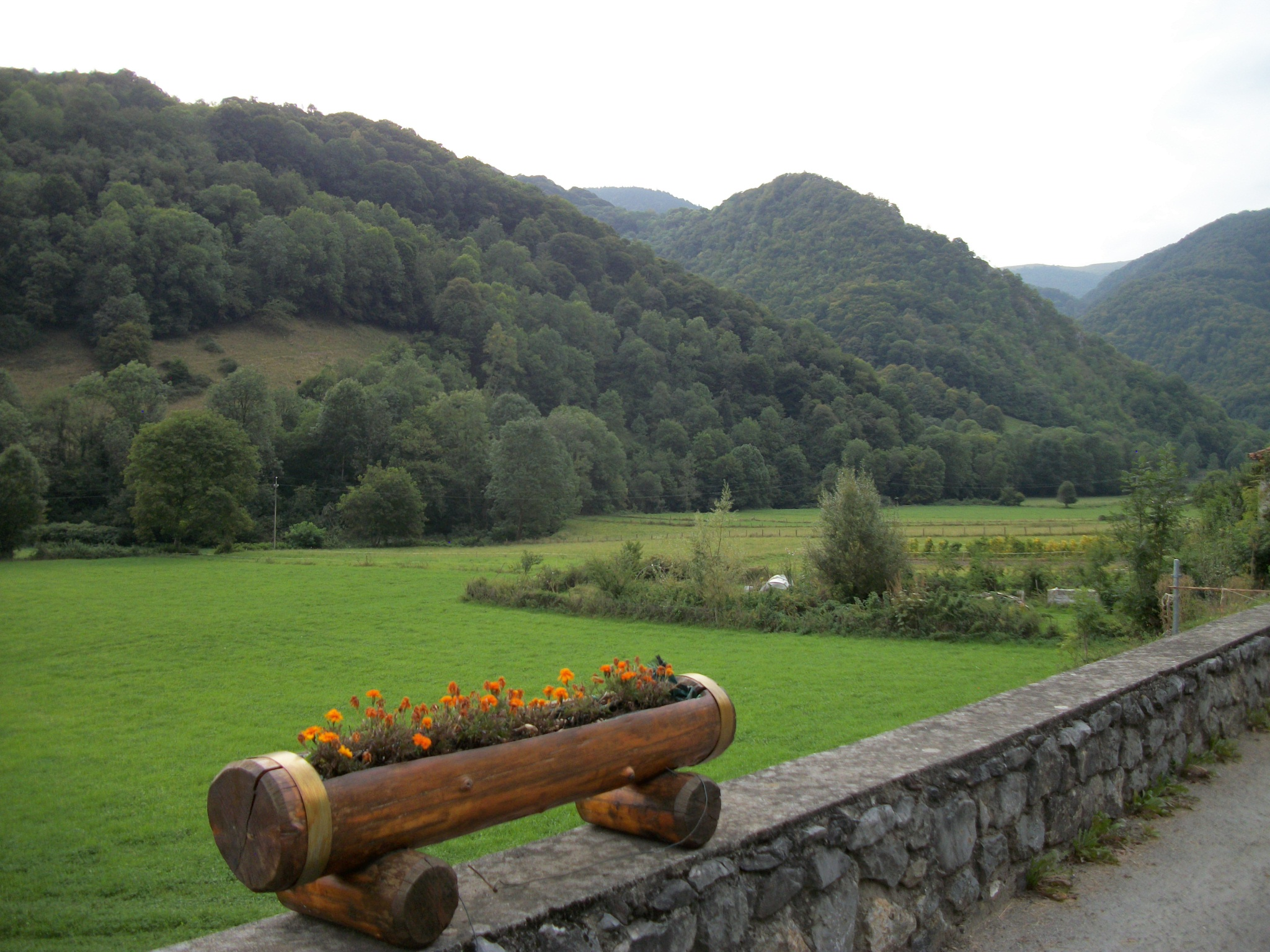
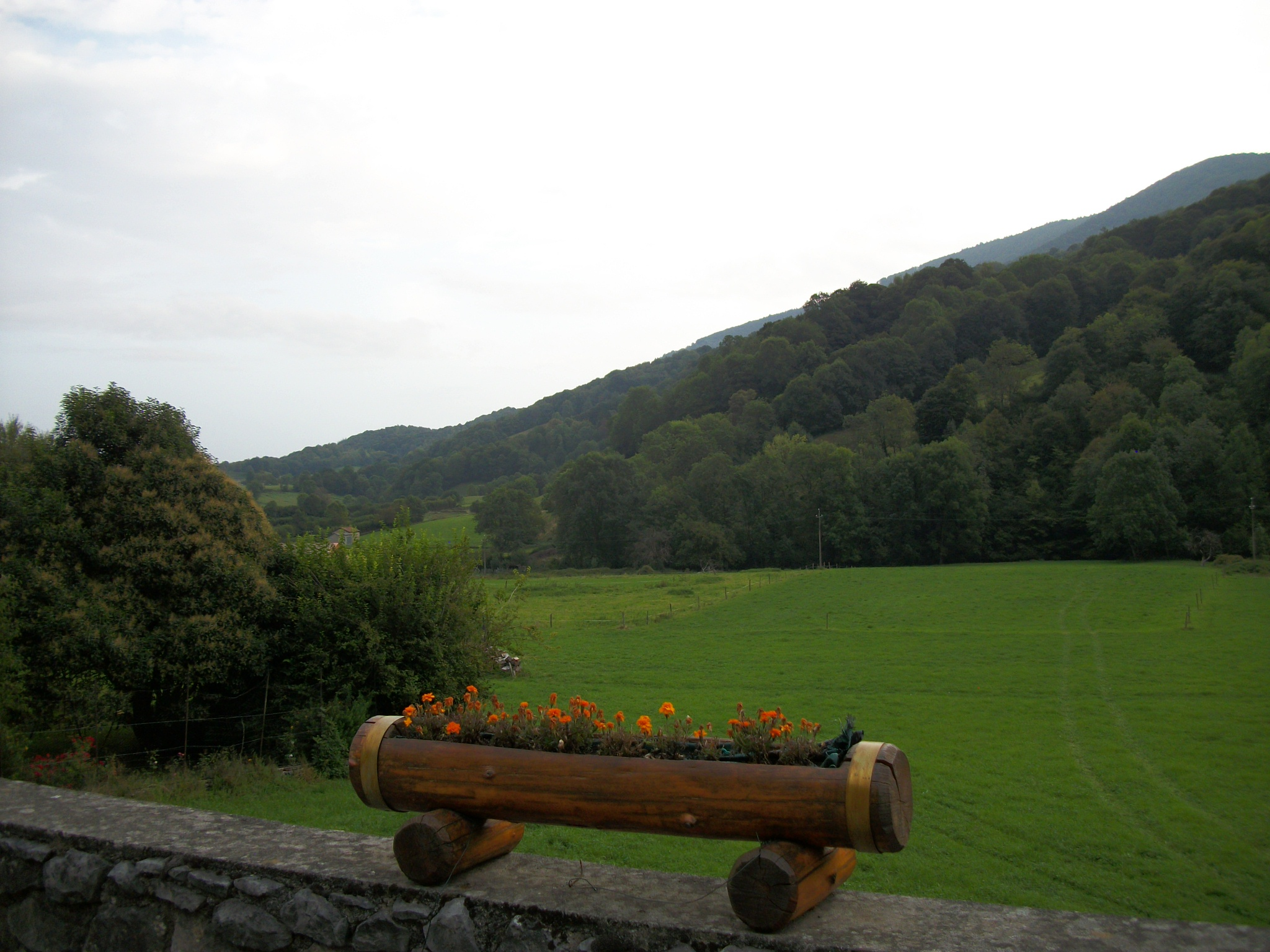
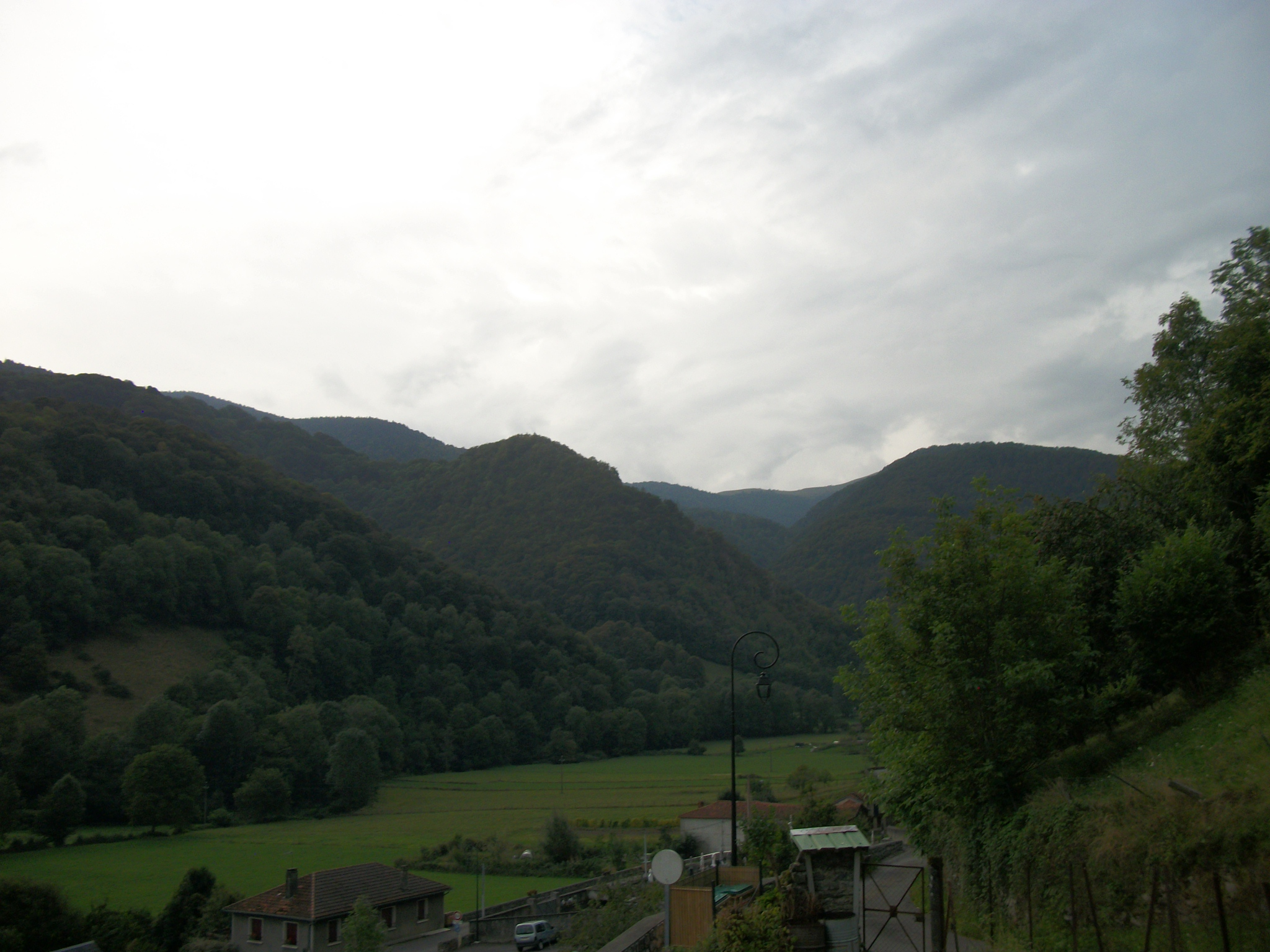
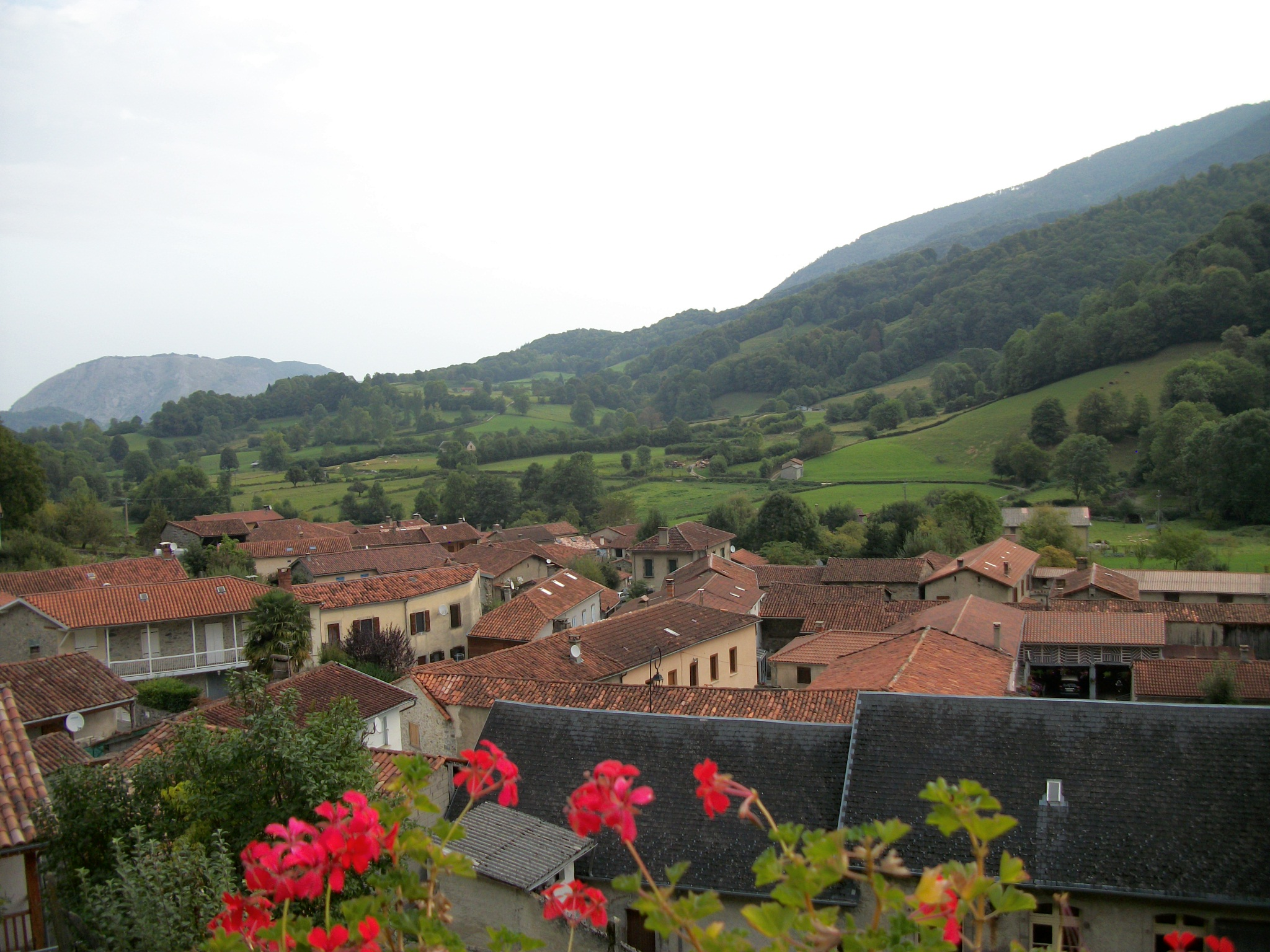
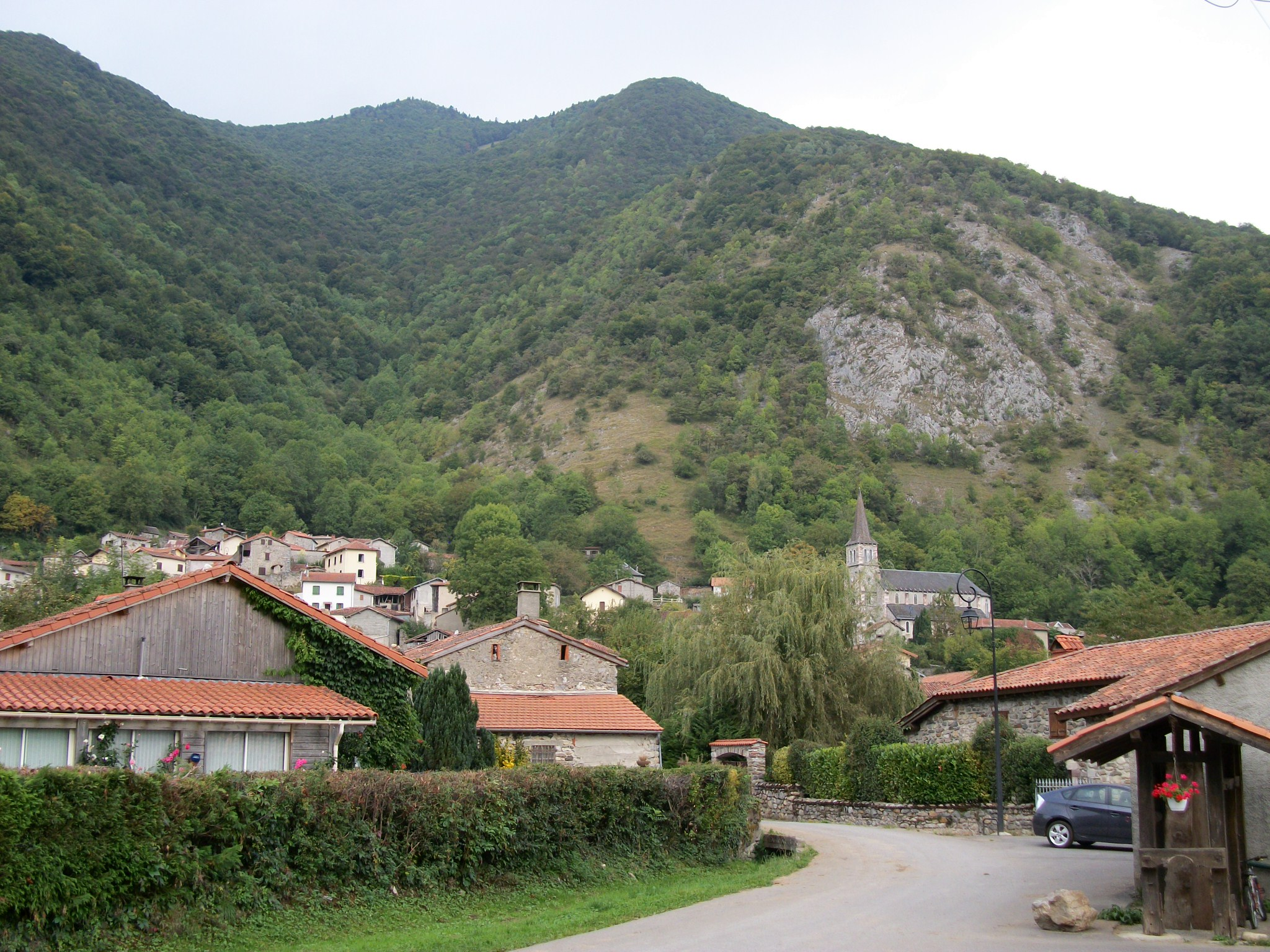

### Milieux naturels et biodiversité
L’inventaire des zones naturelles d'intérêt écologique, faunistique et floristique (ZNIEFF) a pour objectif de réaliser une couverture des zones les plus intéressantes sur le plan écologique, essentiellement dans la perspective d’améliorer la connaissance du patrimoine naturel national et de fournir aux différents décideurs un outil d’aide à la prise en compte de l’environnement dans l’aménagement du territoire.
Quatre ZNIEFF de type 1 sont recensées sur la commune :
- les « Chaînon du sommet d'Antenac au cap de Pouy de Hourmigué » (5 751 ha), couvrant 22 communes dont 16 dans la Haute-Garonne et six dans les Hautes-Pyrénées[11] ;
- « l'Ourse de Sost et ses affluents » (47 ha), couvrant 4 communes du département[12] ;
- le « massif de la Barousse » (6 802 ha), couvrant 12 communes dont deux dans la Haute-Garonne et dix dans les Hautes-Pyrénées[13] ;
- la « vallée d'Oueil et soulane du Larboust » (6 150 ha), couvrant 27 communes dont 21 dans la Haute-Garonne et six dans les Hautes-Pyrénées[14] ;

et deux ZNIEFF de type 2, : 
- la « Haute montagne en Haute-Garonne » (33 294 ha), couvrant 49 communes dont 41 dans la Haute-Garonne et huit dans les Hautes-Pyrénées[15] ;
- le « massif de la Barousse et chaînon du sommet d´Antenac au cap de Pouy de Hourmigué » (15 691 ha), couvrant 33 communes dont 18 dans la Haute-Garonne et 15 dans les Hautes-Pyrénées[16].

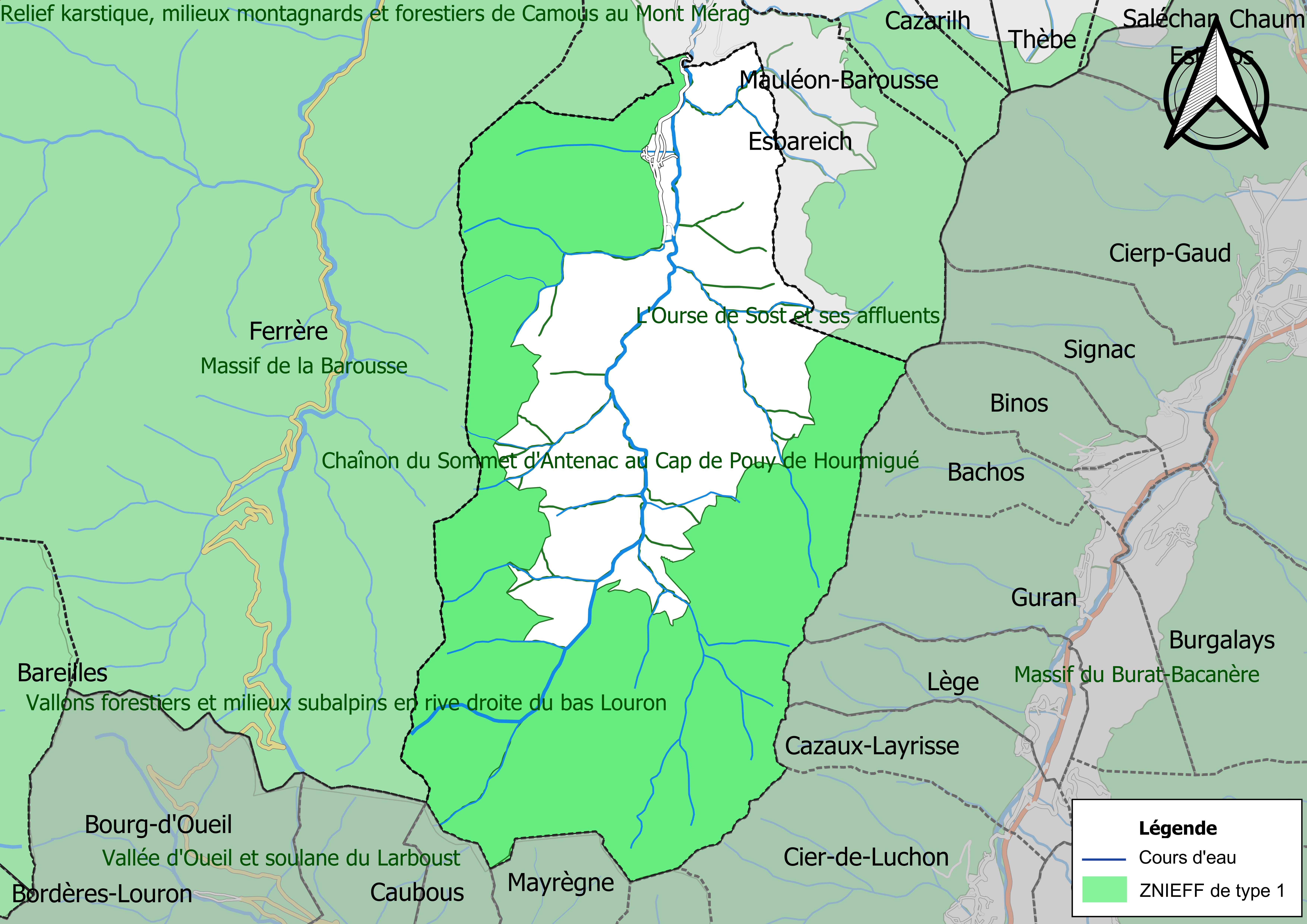
Carte des ZNIEFF de type 1 sur la commune.
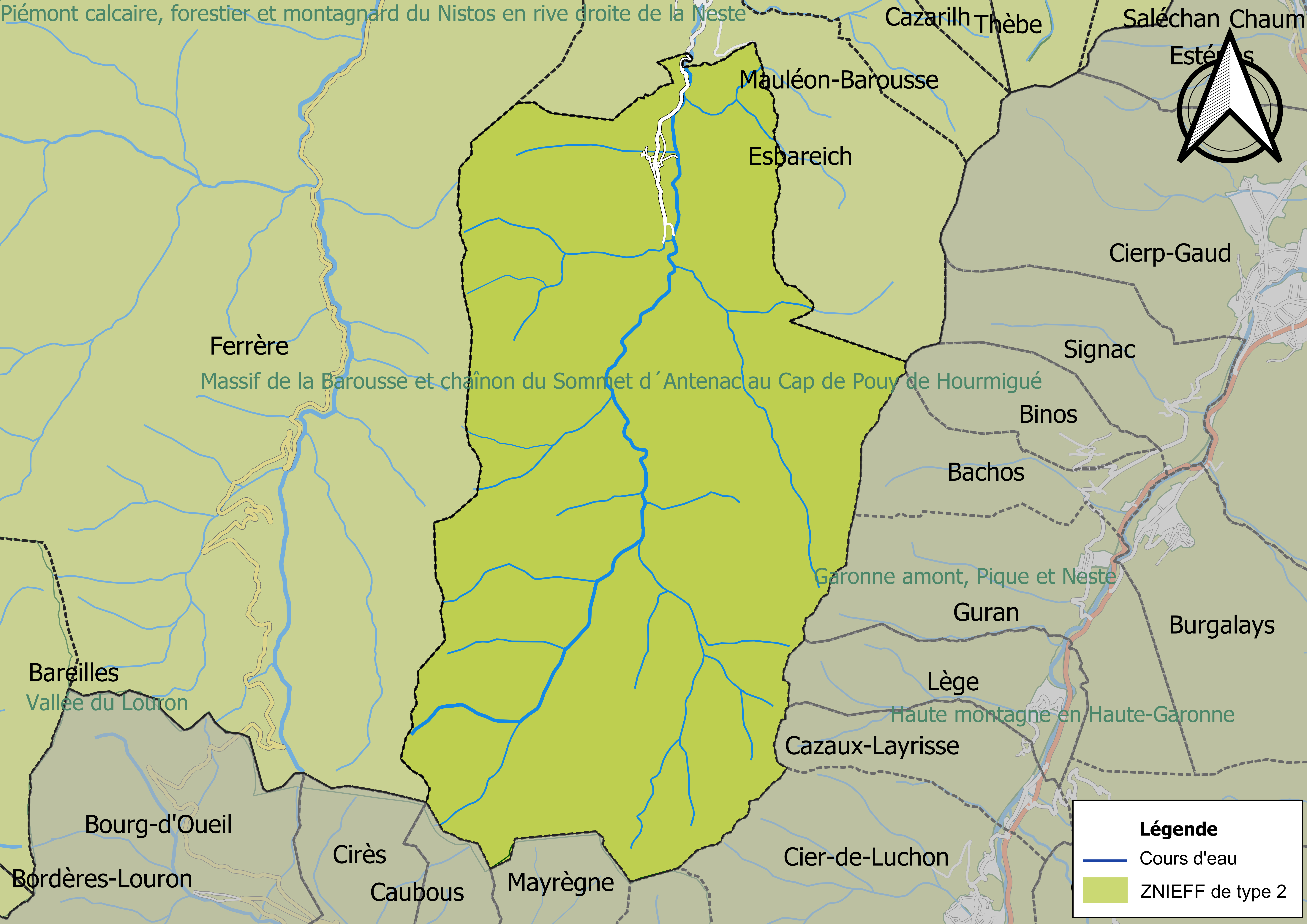
Carte des ZNIEFF de type 2 sur la commune.

## Urbanisme

### Typologie
Au 1er janvier 2024, Sost est catégorisée commune rurale à habitat dispersé, selon la nouvelle grille communale de densité à sept niveaux définie par l'Insee en 2022.
Elle est située hors unité urbaine et hors attraction des villes,.

### Occupation des sols
L'occupation des sols de la commune, telle qu'elle ressort de la base de données européenne d’occupation biophysique des sols Corine Land Cover (CLC), est marquée par l'importance des forêts et milieux semi-naturels (90,3 % en 2018), une proportion identique à celle de 1990 (90,3 %). La répartition détaillée en 2018 est la suivante : 
forêts (71,7 %), milieux à végétation arbustive et/ou herbacée (18,6 %), prairies (6,4 %), zones agricoles hétérogènes (3,2 %).
L'IGN met par ailleurs à disposition un outil en ligne permettant de comparer l’évolution dans le temps de l’occupation des sols de la commune (ou de territoires à des échelles différentes). Plusieurs époques sont accessibles sous forme de cartes ou photos aériennes : la carte de Cassini (XVIIIe siècle), la carte d'état-major (1820-1866) et la période actuelle (1950 à aujourd'hui).

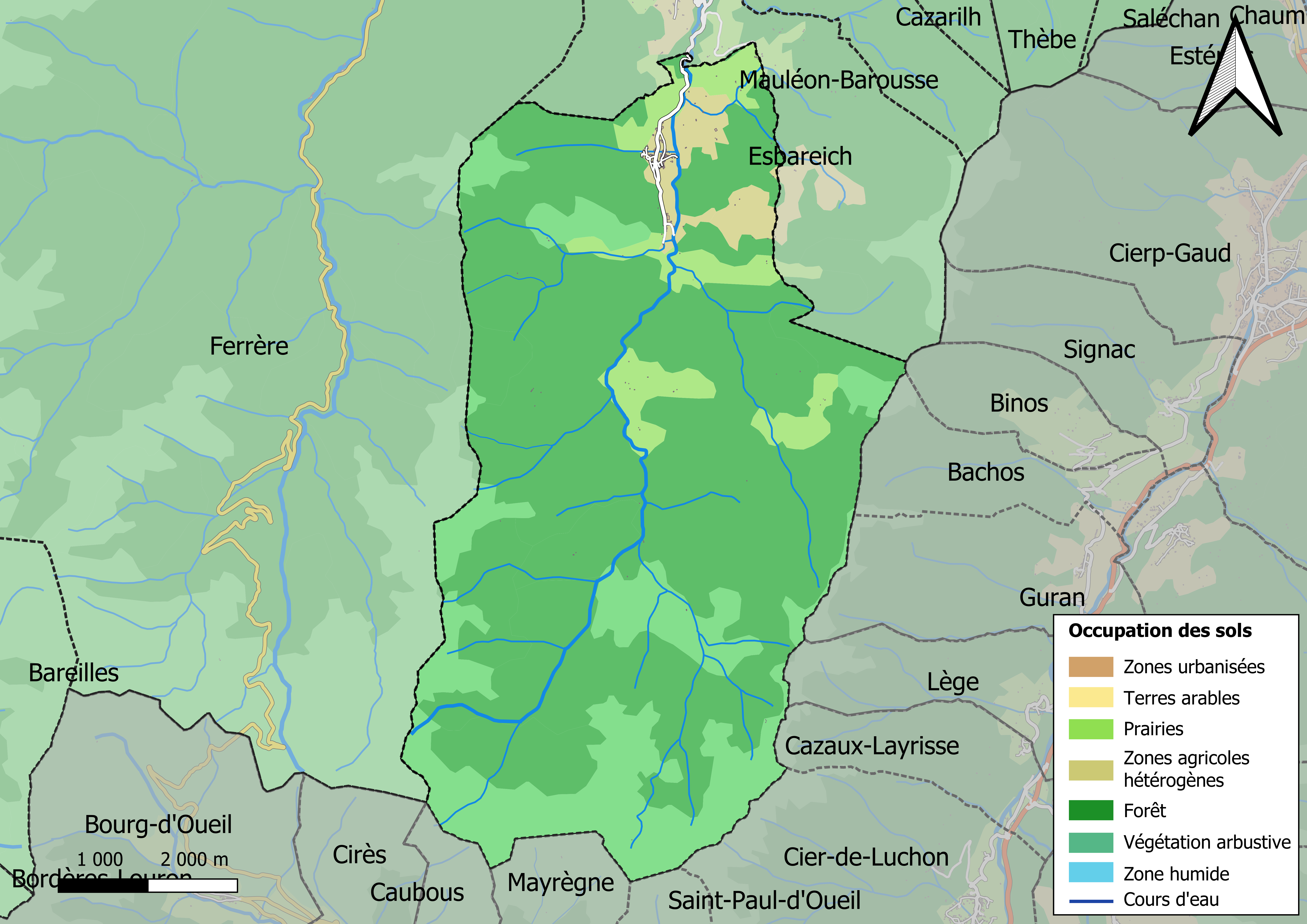
Carte des infrastructures et de l'occupation des sols en 2018 (CLC) de la commune.
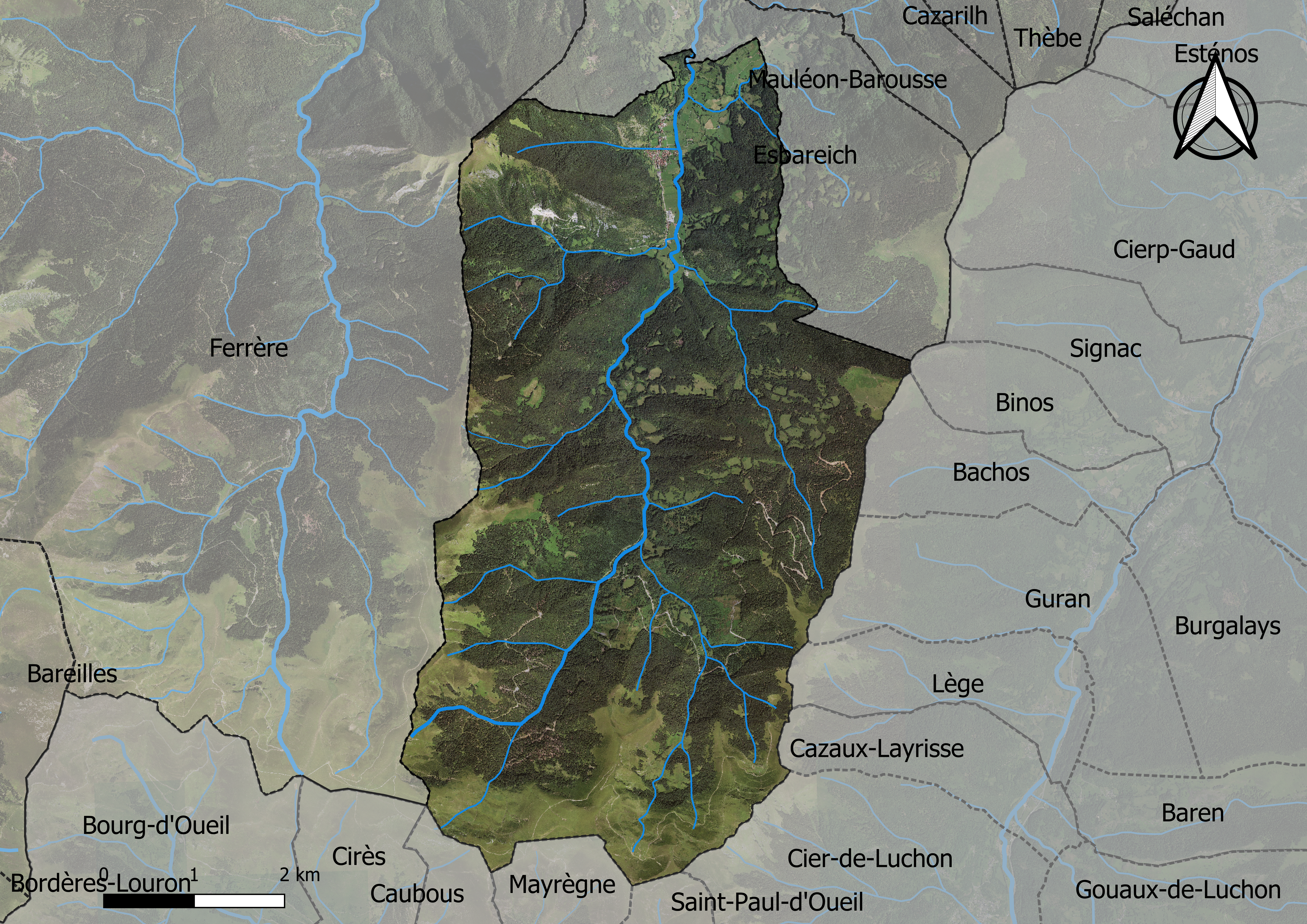
Carte orthophotogrammétrique de la commune.

### Voies de communication et transports
Cette commune est desservie par les routes départementales D 22 et D 522.

### Risques majeurs
Le territoire de la commune de Sost est vulnérable à différents aléas naturels : météorologiques (tempête, orage, neige, grand froid, canicule ou sécheresse), inondations, feux de forêts, mouvements de terrains et séisme (sismicité moyenne). Il est également exposé à un risque particulier : le risque de radon. Un site publié par le BRGM permet d'évaluer simplement et rapidement les risques d'un bien localisé soit par son adresse soit par le numéro de sa parcelle.

#### Risques naturels
Certaines parties du territoire communal sont susceptibles d’être affectées par le risque d’inondation par débordement de cours d'eau, notamment l'Ourse de Sost. La cartographie des zones inondables en ex-Midi-Pyrénées réalisée dans le cadre du XIe Contrat de plan État-région, visant à informer les citoyens et les décideurs sur le risque d’inondation, est accessible sur le site de la DREAL Occitanie. La commune a été reconnue en état de catastrophe naturelle au titre des dommages causés par les inondations et coulées de boue survenues en 1982, 1999, 2009, 2015, 2018, 2019, 2021 et 2022 et au titre des inondations par remontée de nappe en 2015 et 2018,.
Sost est exposée au risque de feu de forêt. Un plan départemental de protection des forêts contre les incendies a été approuvé par arrêté préfectoral le 21 avril 2020 pour la période 2020-2029. Le précédent couvrait la période 2007-2017. L’emploi du feu est régi par deux types de réglementations. D’abord le code forestier et l’arrêté préfectoral du 27 octobre 2014, qui réglementent l’emploi du feu à moins de 200 m des espaces naturels combustibles sur l’ensemble du département. Ensuite celle établie dans le cadre de la lutte contre la pollution de l’air, qui interdit le brûlage des déchets verts des particuliers. L’écobuage est quant à lui réglementé dans le cadre de commissions locales d’écobuage (CLE)

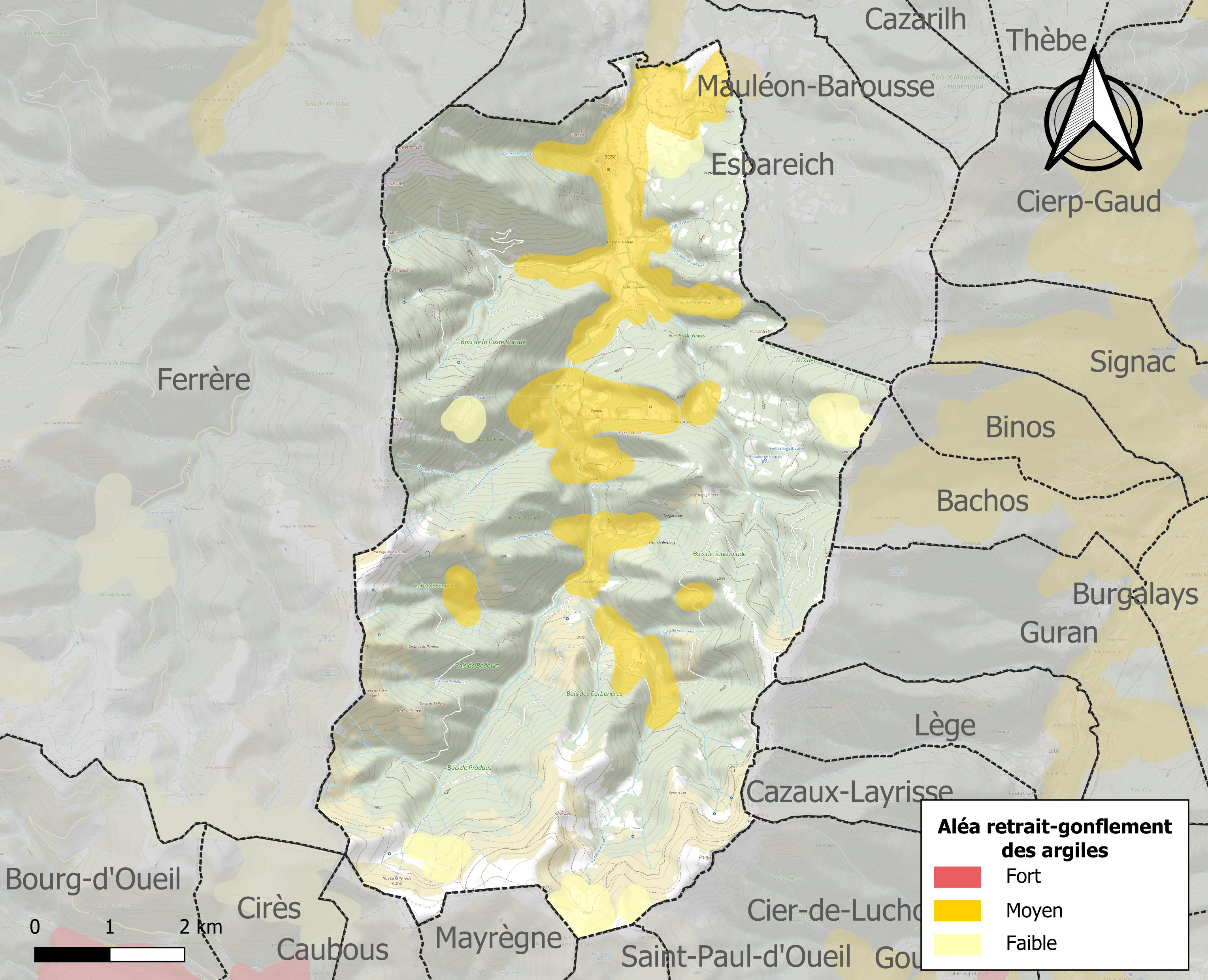
Carte des zones d'aléa retrait-gonflement des sols argileux de Sost.

Les mouvements de terrains susceptibles de se produire sur la commune sont des mouvements de sols liés à la présence d'argile et des tassements différentiels.
Le retrait-gonflement des sols argileux est susceptible d'engendrer des dommages importants aux bâtiments en cas d’alternance de périodes de sécheresse et de pluie. 15,3 % de la superficie communale est en aléa moyen ou fort (44,5 % au niveau départemental et 48,5 % au niveau national). Sur les 126 bâtiments dénombrés sur la commune en 2019, 126 sont en aléa moyen ou fort, soit 100 %, à comparer aux 75 % au niveau départemental et 54 % au niveau national. Une cartographie de l'exposition du territoire national au retrait gonflement des sols argileux est disponible sur le site du BRGM,.
Par ailleurs, afin de mieux appréhender le risque d’affaissement de terrain, l'inventaire national des cavités souterraines permet de localiser celles situées sur la commune.
Concernant les mouvements de terrains, la commune a été reconnue en état de catastrophe naturelle au titre des dommages causés par des mouvements de terrain en 1999.

#### Risque particulier
Dans plusieurs parties du territoire national, le radon, accumulé dans certains logements ou autres locaux, peut constituer une source significative d’exposition de la population aux rayonnements ionisants. Certaines communes du département sont concernées par le risque radon à un niveau plus ou moins élevé. Selon la classification de 2018, la commune de Sost est classée en zone 3, à savoir zone à potentiel radon significatif.

## Toponymie

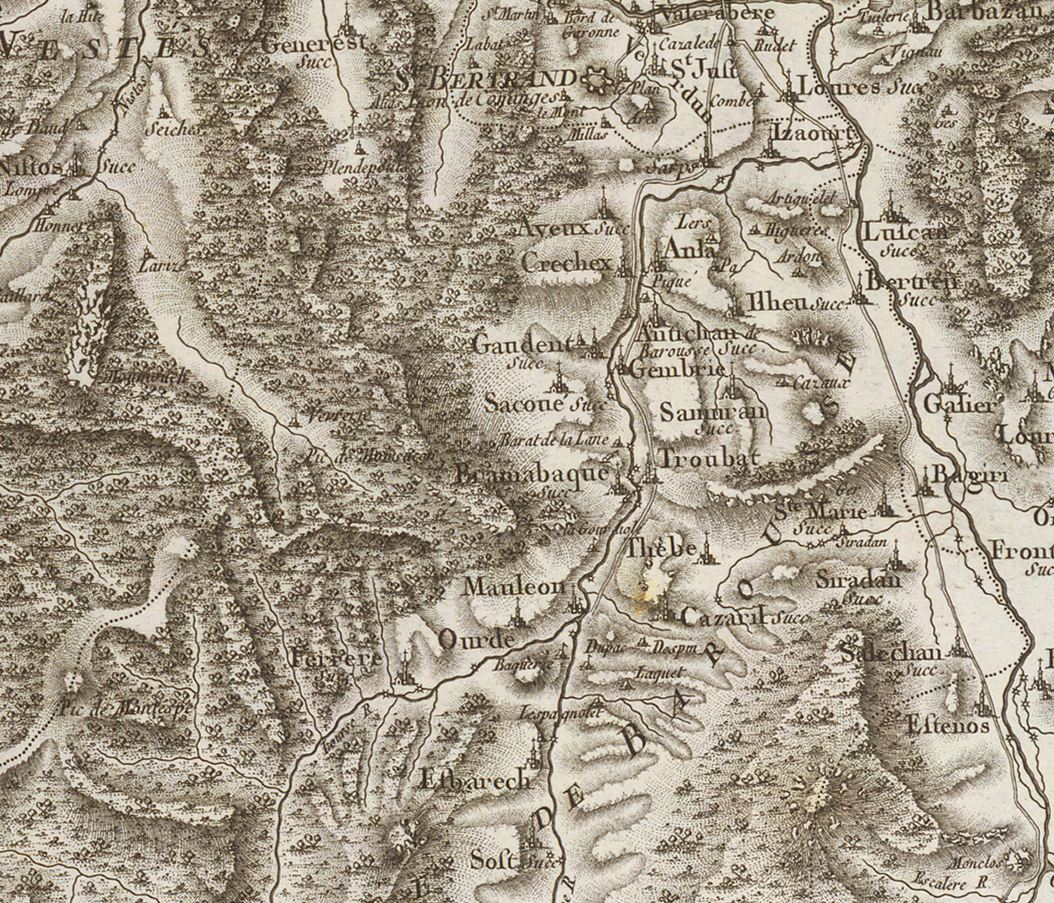
Extrait de la carte de Cassini (entre 1756 et 1789) situant Sost au sud de Mauléon-Barousse.

On trouvera les principales informations dans le Dictionnaire toponymique des communes des Hautes Pyrénées de Michel Grosclaude et Jean-François Le Nail qui rapporte les dénominations historiques du village :
- a Sost (1235-1236, actes Bonnefont) ;
- de Sosto, latin (1387, pouillé du Comminges) ;
- Sost (fin XVIIIe siècle, sur la carte de Cassini) ;
- Saust (1790, Département 2).

Nom occitan : Sòst.

## Histoire
À la carrière du Pic de la Mérite, l'exploitation du marbre bleu turquin de Sost a cessé. Il s'agissait d'un marbre gris-bleu très fin avec de légères nuances blanchâtres, soutenant la comparaison avec le turquin de Carrare.

### Carrières de marbre
Auparavant étaient exploitées plusieurs carrières de marbre sur la commune, du marbre blanc, rose et gris marbré de jaune et rose.

Ci-dessous quelques photos de l'exposition à l'église de Bize des différents marbre de la Barousse.

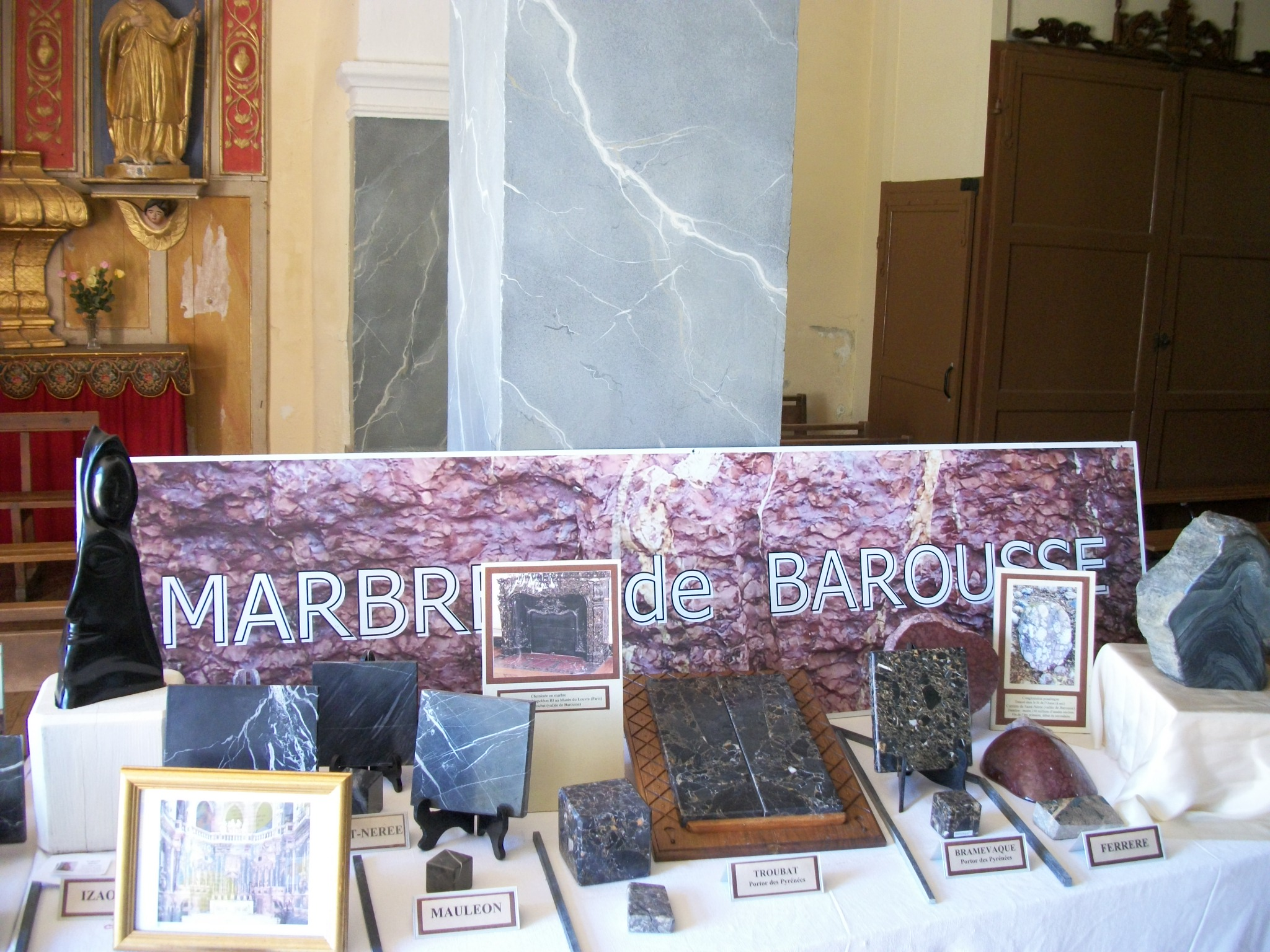
Exposition à l'église de Bize des différents marbre de la Barousse.
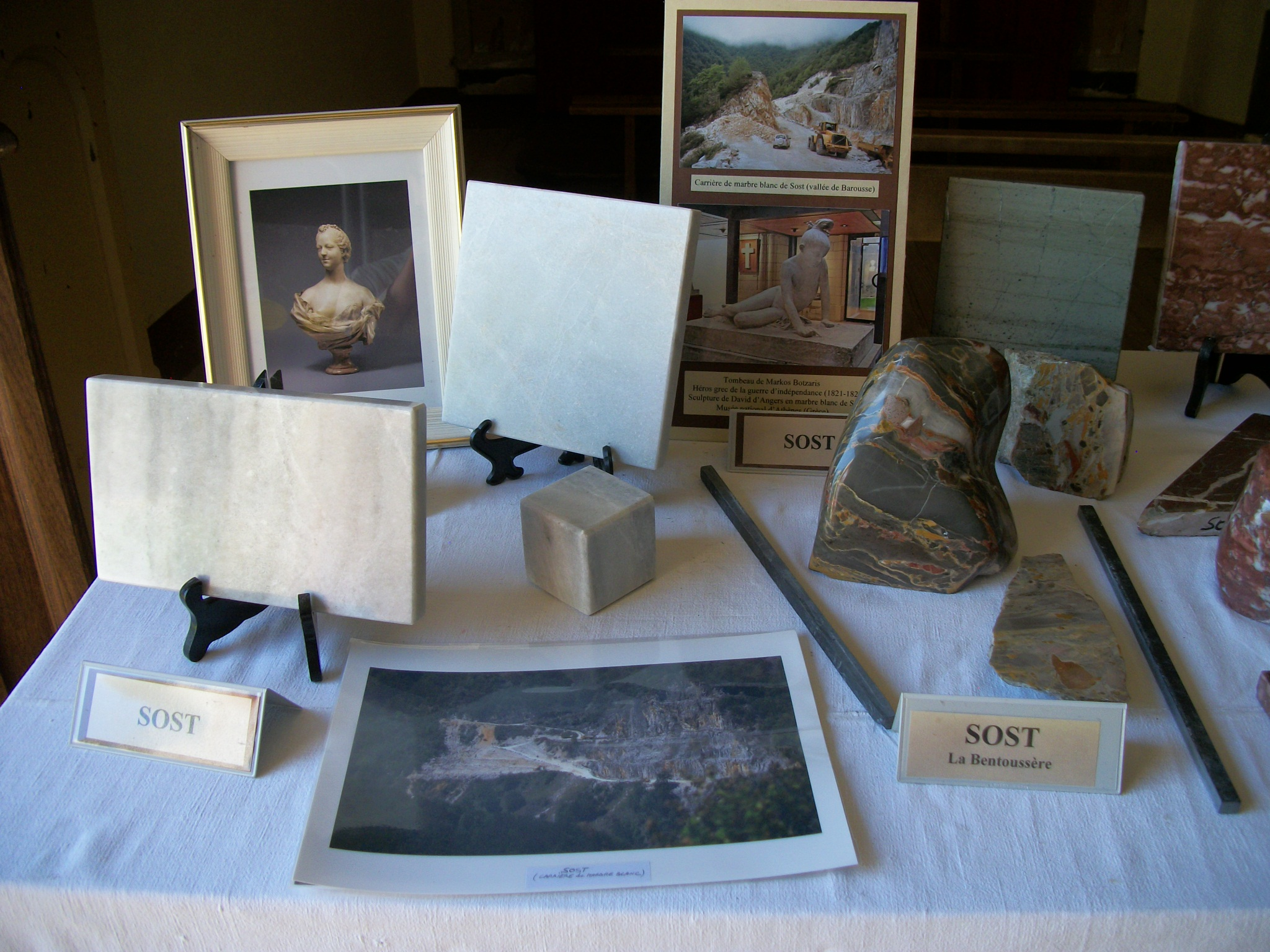
Différente variétés de marbre de Sost (blanc et gris) avec au premier plan une photo aérienne de l'ancienne carrière de marbre blanc.
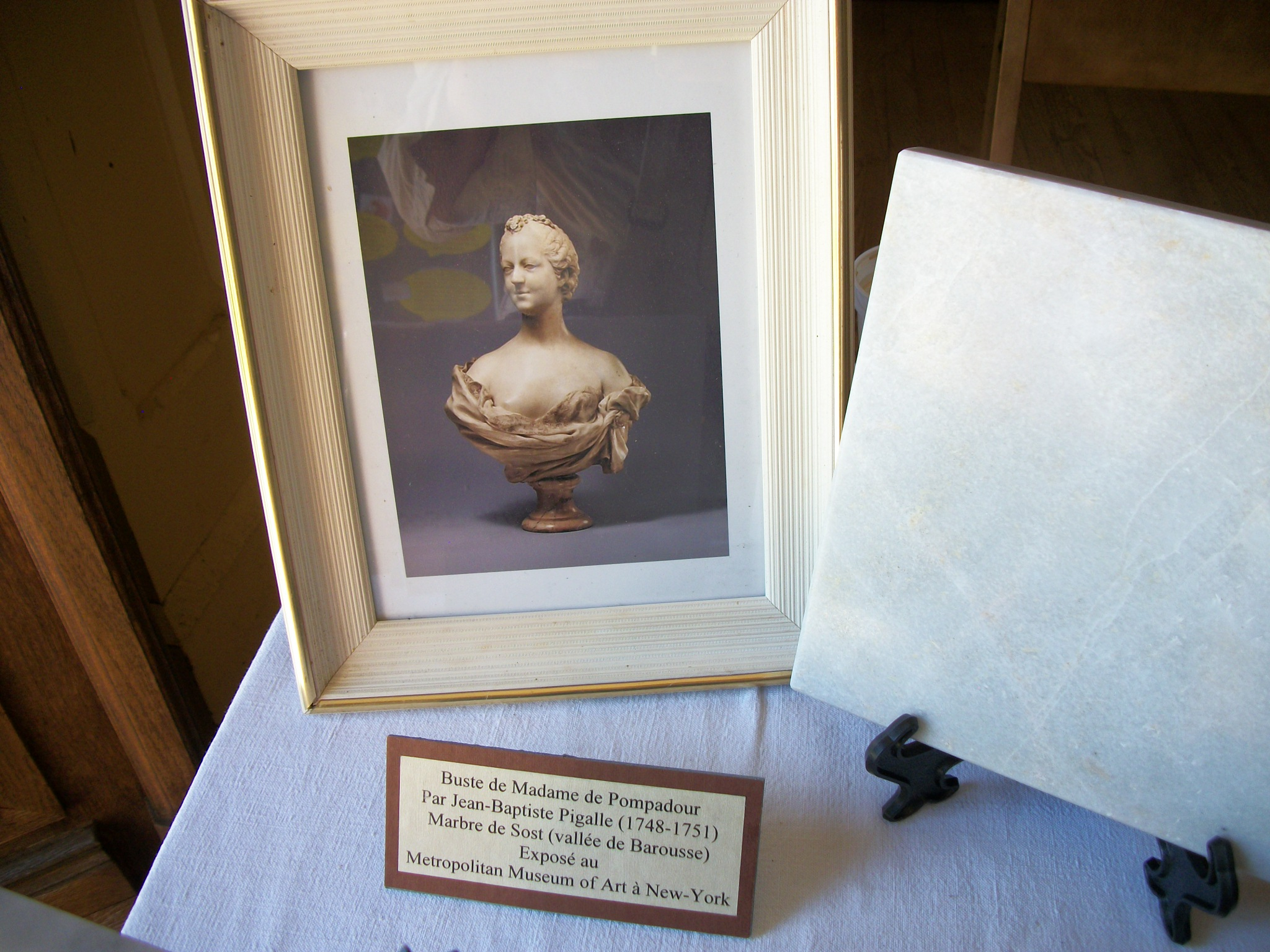
Buste de Madame de Pompadour, par Jean-Baptiste Pigalle (1748 - 1751), marbre de Sost, exposée au Metropolitan Museum of Art à New-York.
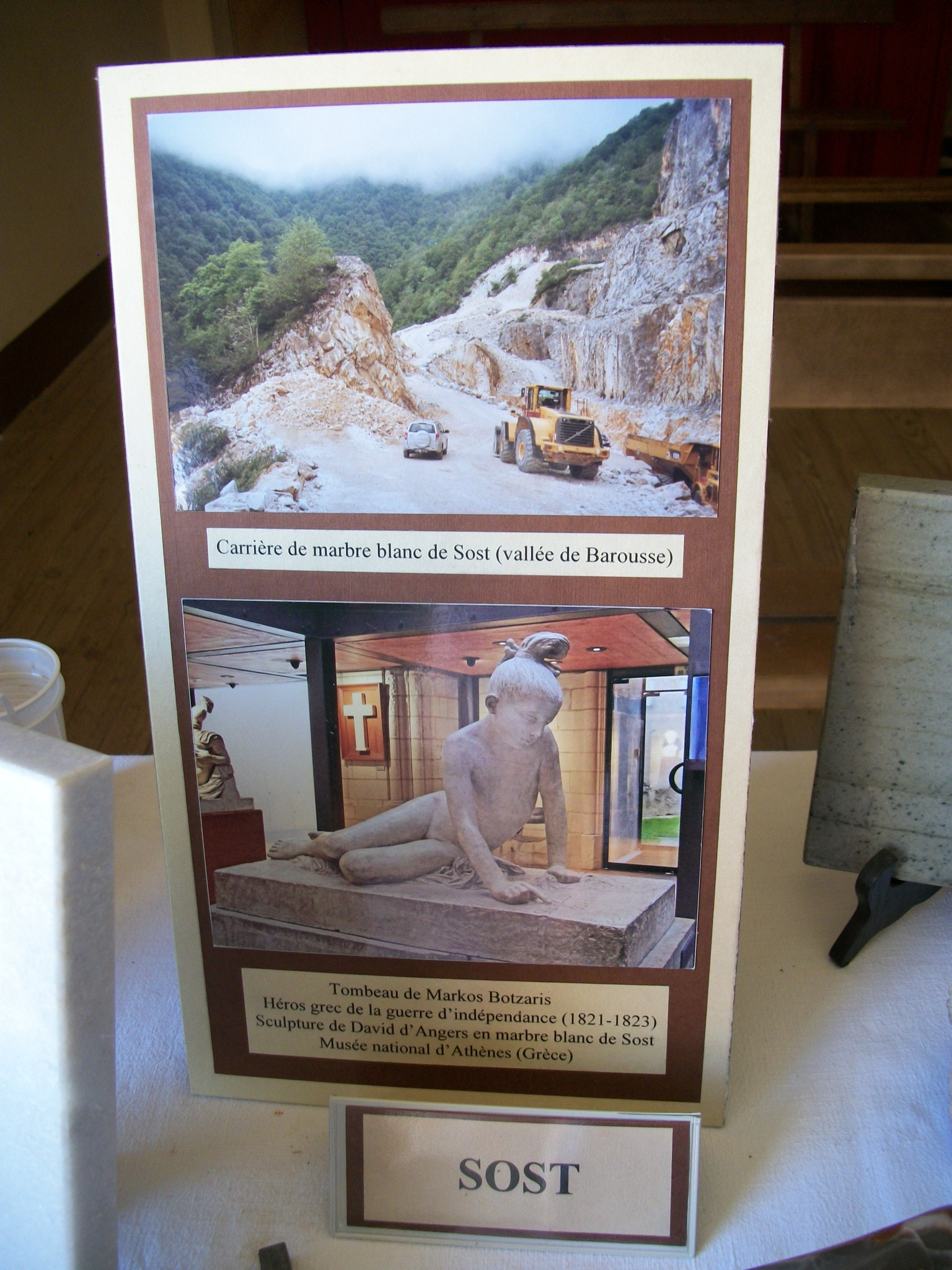
Photos de la carrière de marbre blanc et du tombeau de Markos Botzaris, sculpture de David d'Angers en marbre blanc de Sost, exposée au Musée national d'Athènes.
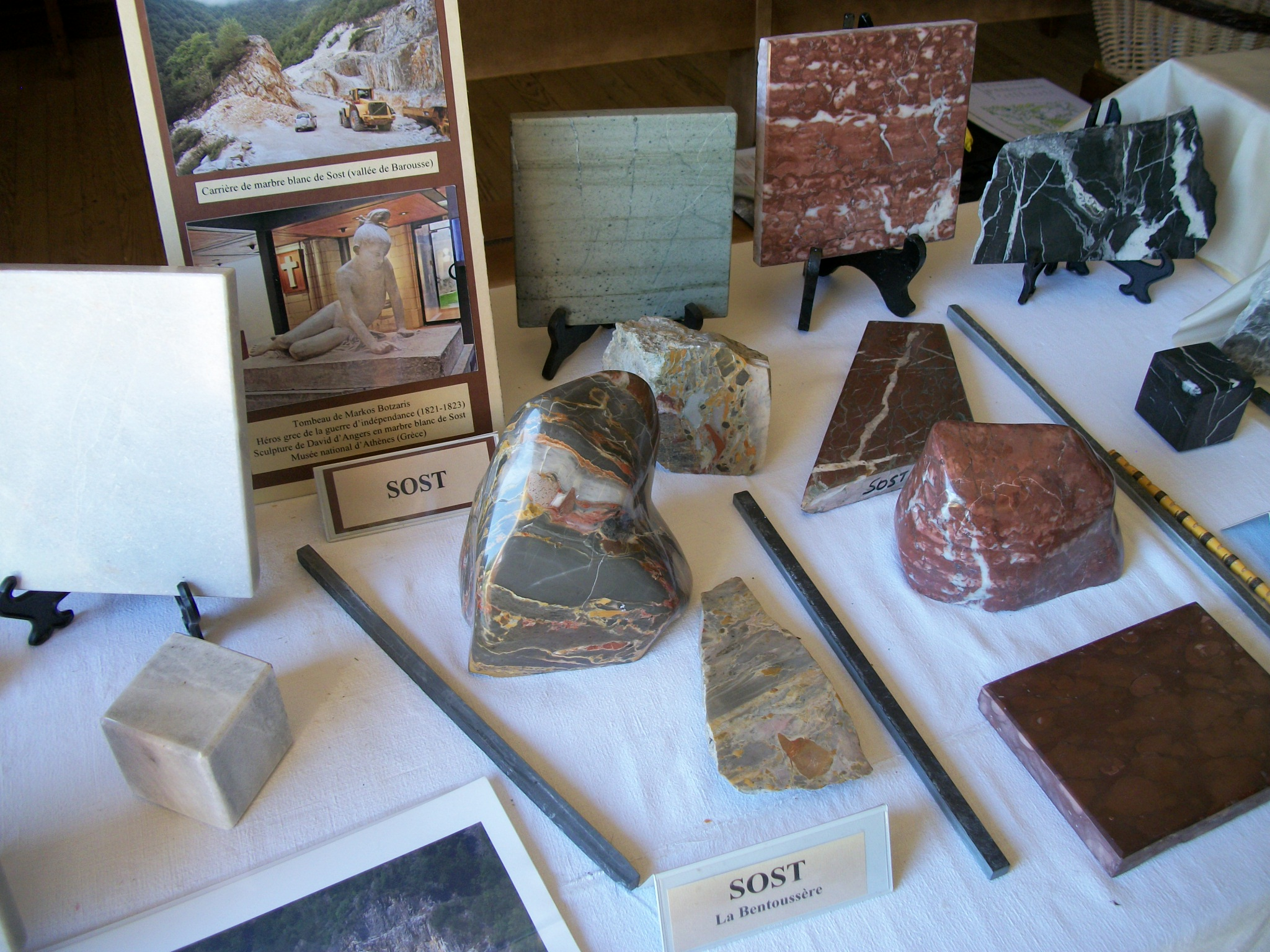
Différente variétés de marbre de Sost (gris et rose).

## Politique et administration

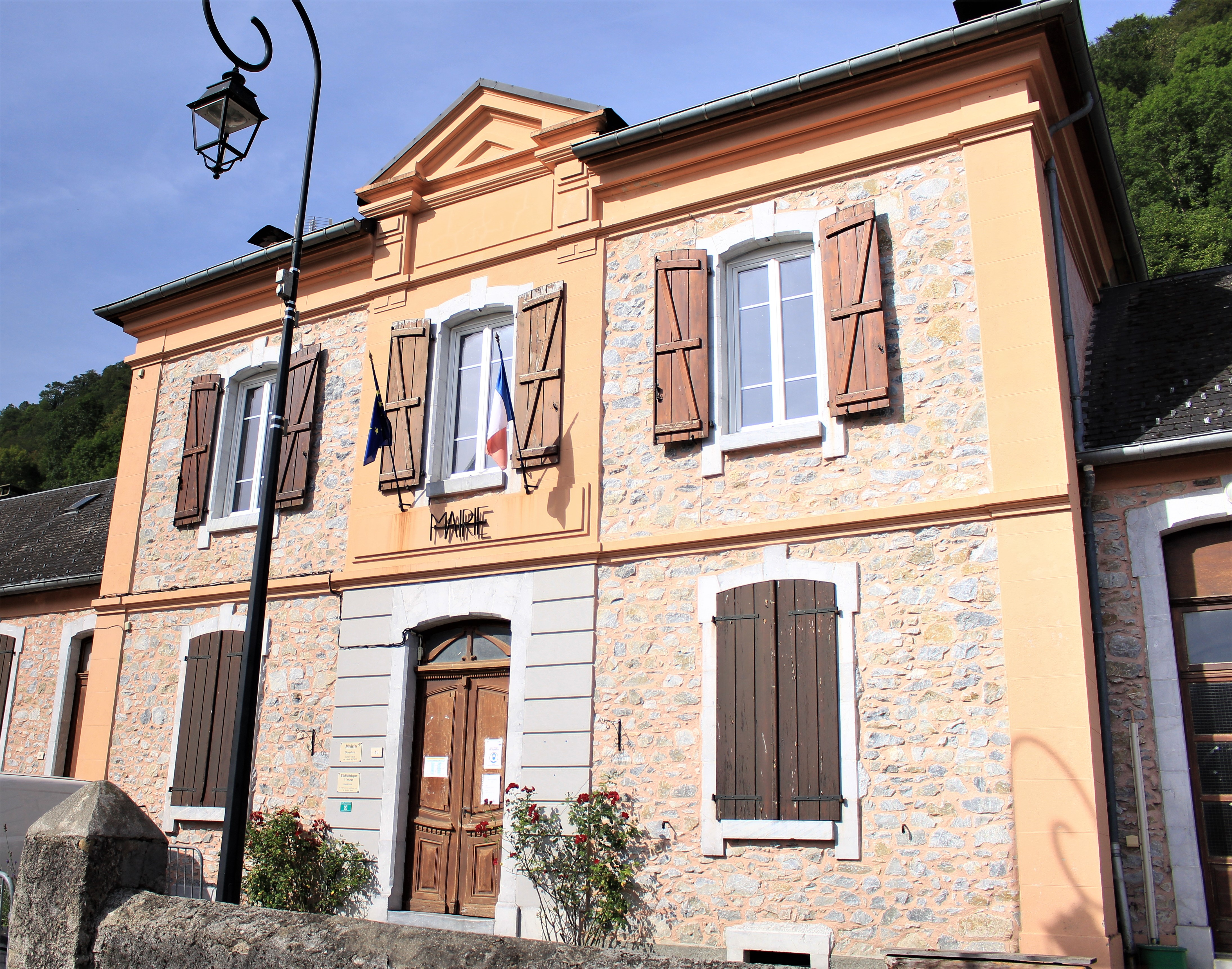
La mairie en 2023.

### Liste des maires
| Période                                  | Période    | Identité       | Étiquette | Qualité |
| ---------------------------------------- | ---------- | -------------- | --------- | ------- |
| Les données manquantes sont à compléter. |            |                |           |         |
|                                          |            |                |           |         |
|                                          |            | Louis Casteran |           |         |
| 1989                                     | avril 2014 | Yves Ibos      |           |         |
| avril 2014                               | En cours   | Colette Abadie |           |         |

### Rattachements administratifs et électoraux

#### Intercommunalité
Sost appartient à la communauté de communes Neste Barousse créée en janvier 2017 et qui réunit 43 communes.

## Population et société

### Démographie

#### Évolution démographique
L'évolution du nombre d'habitants est connue à travers les recensements de la population effectués dans la commune depuis 1793. Pour les communes de moins de 10 000 habitants, une enquête de recensement portant sur toute la population est réalisée tous les cinq ans, les populations de référence des années intermédiaires étant quant à elles estimées par interpolation ou extrapolation. Pour la commune, le premier recensement exhaustif entrant dans le cadre du nouveau dispositif a été réalisé en 2004.

En 2022, la commune comptait 99 habitants, en évolution de +13,79 % par rapport à 2016 (Hautes-Pyrénées : +1,59 %, France hors Mayotte : +2,11 %).
| 1793 | 1800 | 1806 | 1821 | 1831 | 1836 | 1841 | 1846 | 1851 |
| ---- | ---- | ---- | ---- | ---- | ---- | ---- | ---- | ---- |
| 313  | 317  | 404  | 430  | 470  | 545  | 552  | 593  | 606  |

| 1856 | 1861 | 1866 | 1872 | 1876 | 1881 | 1886 | 1891 | 1896 |
| ---- | ---- | ---- | ---- | ---- | ---- | ---- | ---- | ---- |
| 524  | 553  | 564  | 549  | 556  | 596  | 598  | 552  | 570  |

| 1901 | 1906 | 1911 | 1921 | 1926 | 1931 | 1936 | 1946 | 1954 |
| ---- | ---- | ---- | ---- | ---- | ---- | ---- | ---- | ---- |
| 547  | 520  | 550  | 420  | 406  | 400  | 352  | 303  | 265  |

| 1962 | 1968 | 1975 | 1982 | 1990 | 1999 | 2004 | 2006 | 2009 |
| ---- | ---- | ---- | ---- | ---- | ---- | ---- | ---- | ---- |
| 241  | 219  | 196  | 159  | 123  | 110  | 100  | 101  | 101  |

| 2014 | 2019 | 2022 | - | - | - | - | - | - |
| ---- | ---- | ---- | - | - | - | - | - | - |
| 91   | 95   | 99   | - | - | - | - | - | - |

### Enseignement
La commune dépend de l'académie de Toulouse. Elle ne dispose plus d'école en 2019.

## Économie

### Emploi
|                | 2008   | 2013   | 2018  |
| -------------- | ------ | ------ | ----- |
| Commune        | 10,7 % | 15,6 % | 19 %  |
| Département    | 7,7 %  | 9,4 %  | 9,8 % |
| France entière | 8,3 %  | 10 %   | 10 %  |

En 2018, la population âgée de 15 à 64 ans s'élève à 42 personnes, parmi lesquelles on compte 73,8 % d'actifs (54,7 % ayant un emploi et 19 % de chômeurs) et 26,2 % d'inactifs,. Depuis 2008, le taux de chômage communal (au sens du recensement) des 15-64 ans est supérieur à celui de la France et du département.
La commune est hors attraction des villes,. Elle compte 19 emplois en 2018, contre 15 en 2013 et 19 en 2008. Le nombre d'actifs ayant un emploi résidant dans la commune est de 24, soit un indicateur de concentration d'emploi de 79,2 % et un taux d'activité parmi les 15 ans ou plus de 38,5 %.
Sur ces 24 actifs de 15 ans ou plus ayant un emploi, 16 travaillent dans la commune, soit 67 % des habitants. Pour se rendre au travail, 87,5 % des habitants utilisent un véhicule personnel ou de fonction à quatre roues, 8,3 % s'y rendent en deux-roues, à vélo ou à pied et 4,2 % n'ont pas besoin de transport (travail au domicile).

## Culture locale et patrimoine

### Lieux et monuments
- Église Notre-Dame de l'Assomption, fin du XIXe siècle.
- Monument en marbre rose pour le cessez le feu en Algérie en 1962.
- Monument aux morts.
- Montjoie Notre-Dame de Pitié au lieu-dit Cap de la Lane.

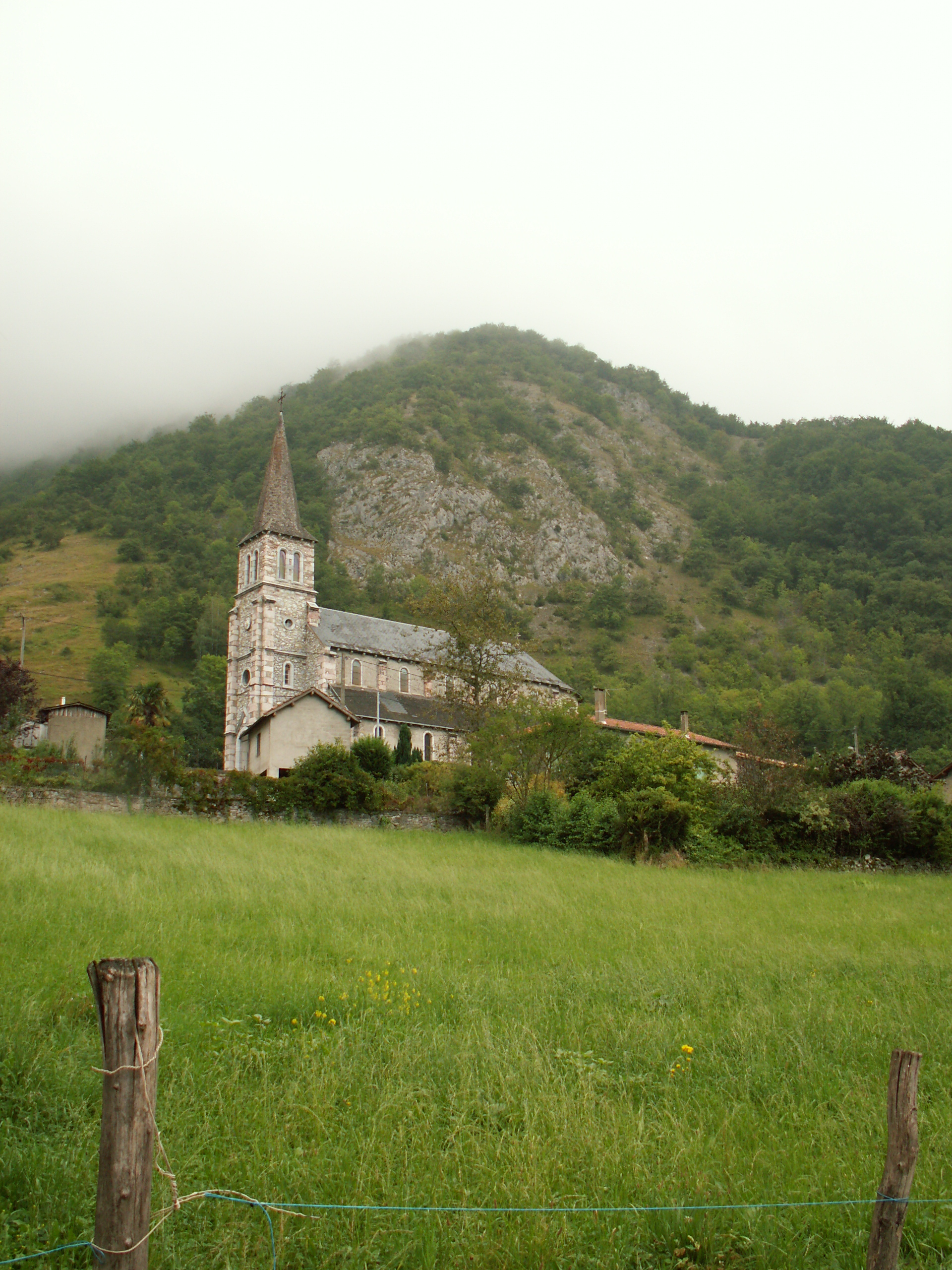
L'église Notre-Dame de l'Assomption.
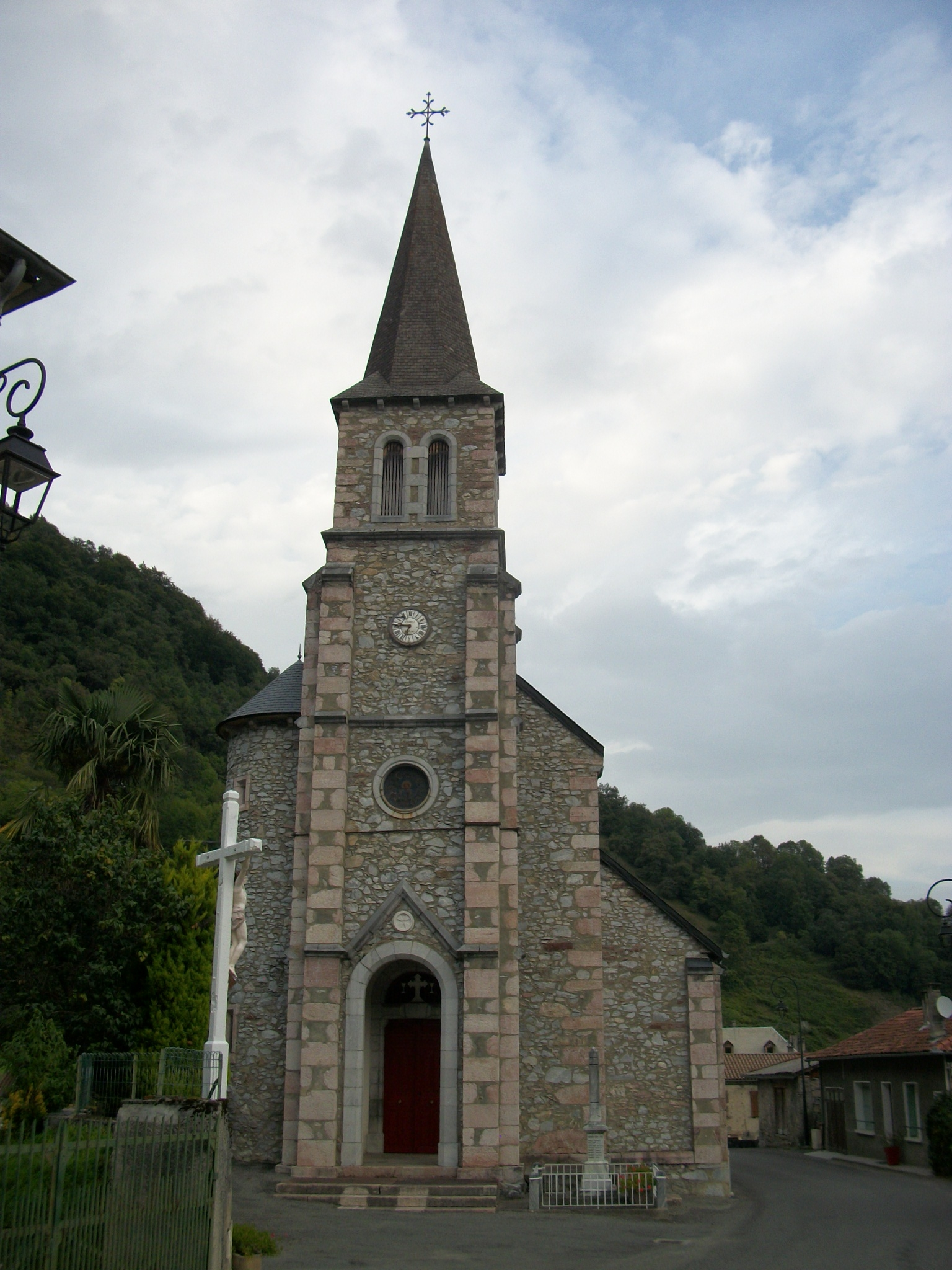
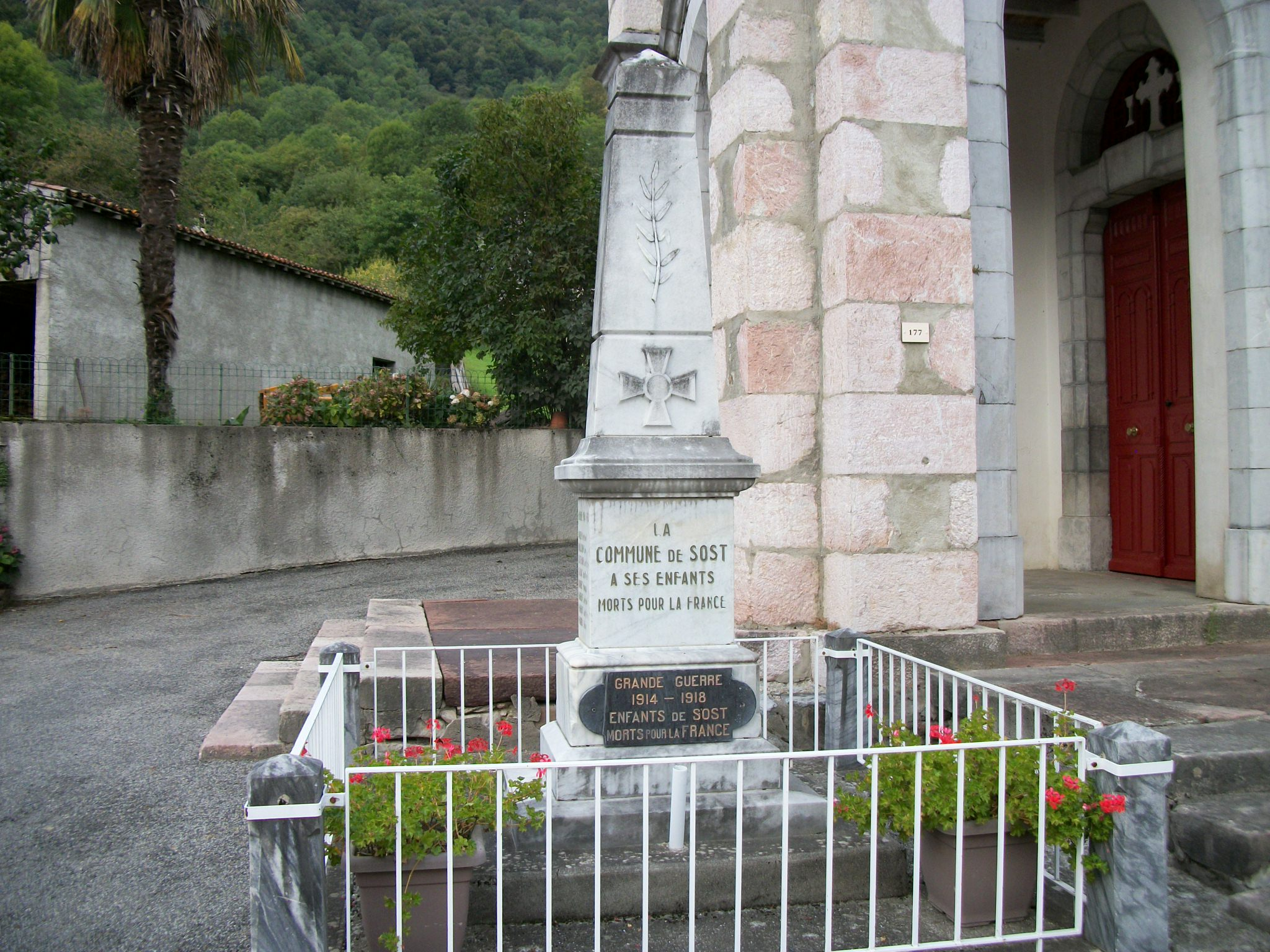
Monument aux morts.
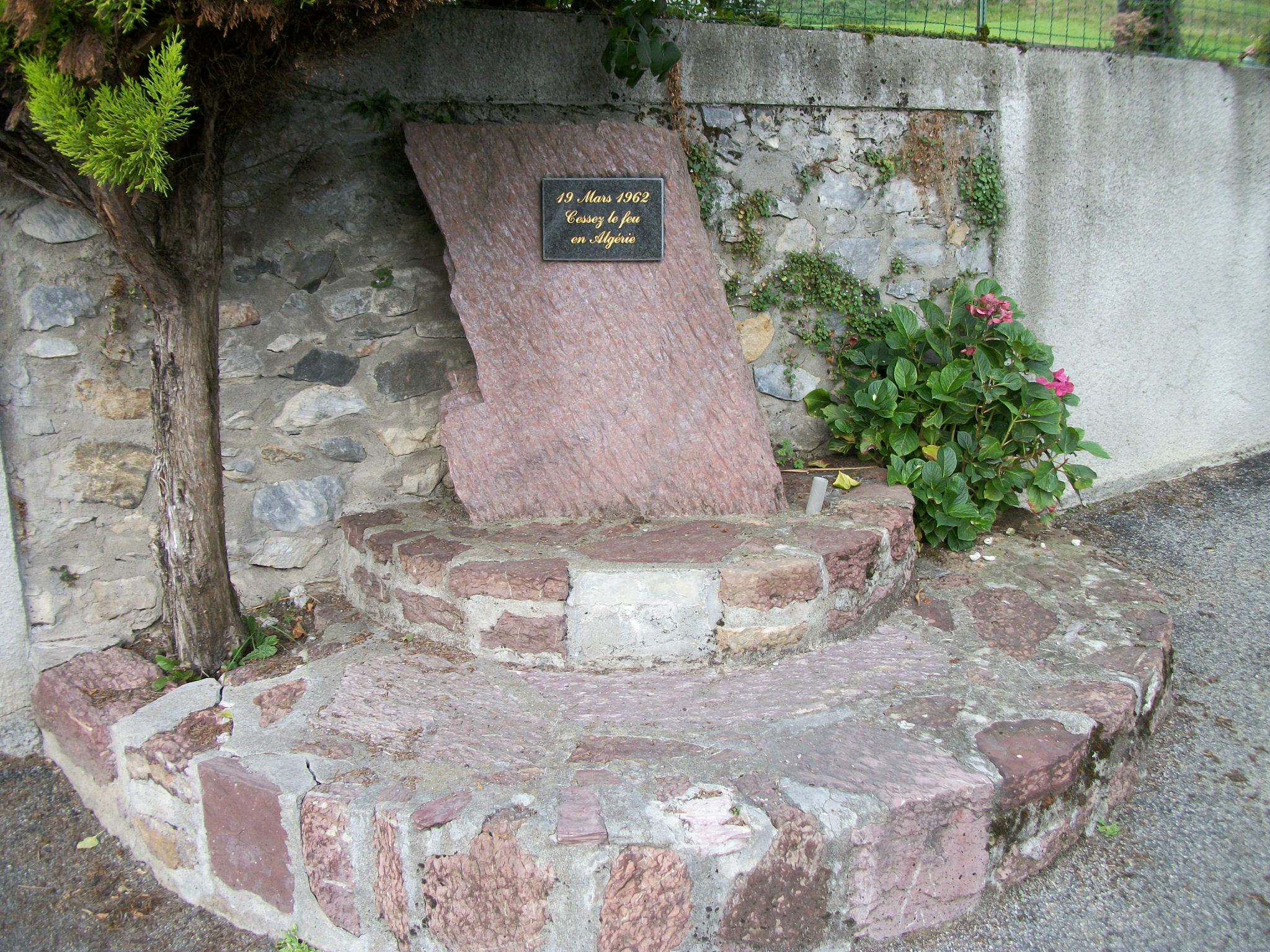
Monument en marbre rose pour le cessez le feu en Algérie en 1962.
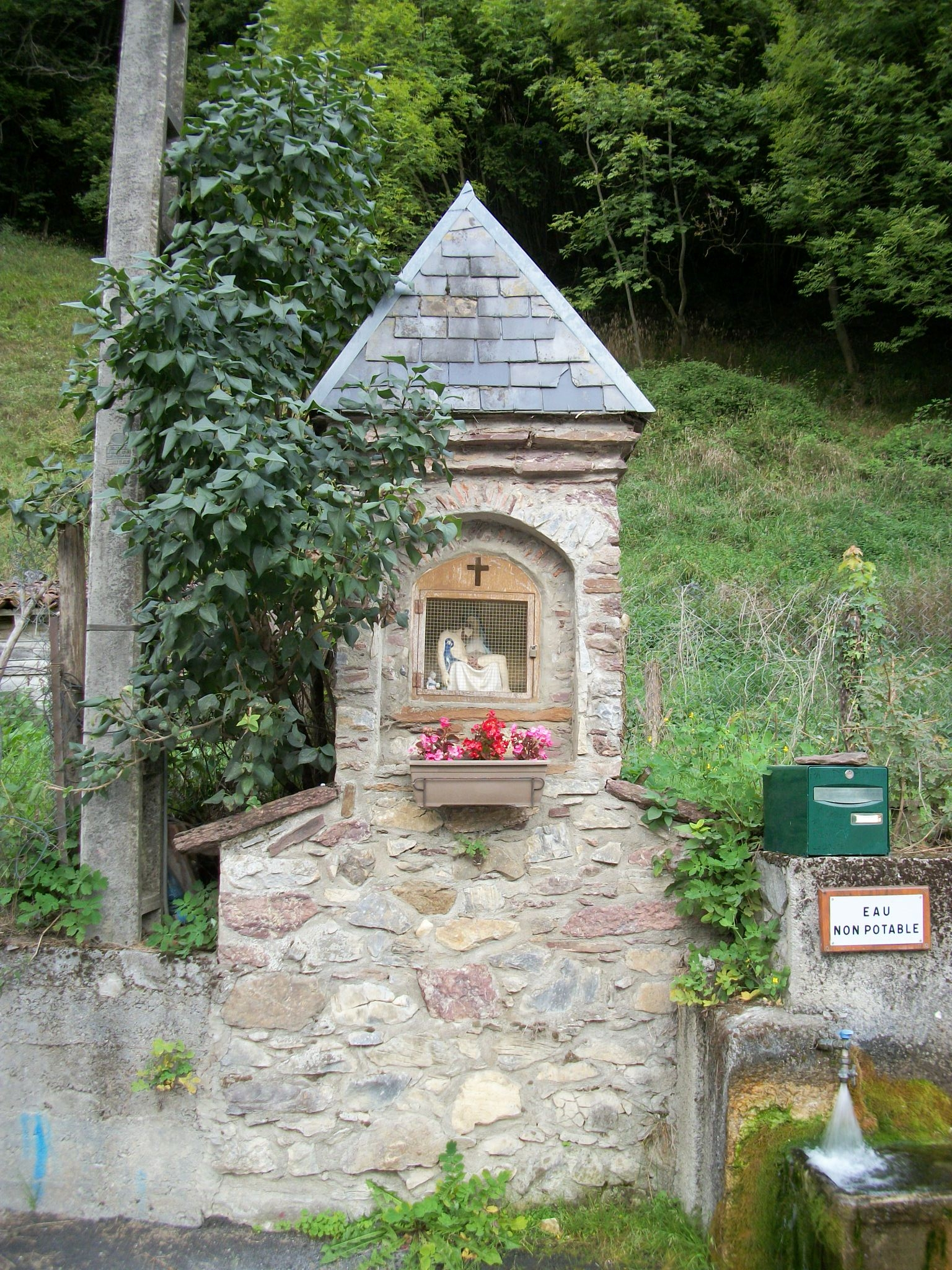
Montjoie Notre-Dame de Pitié.
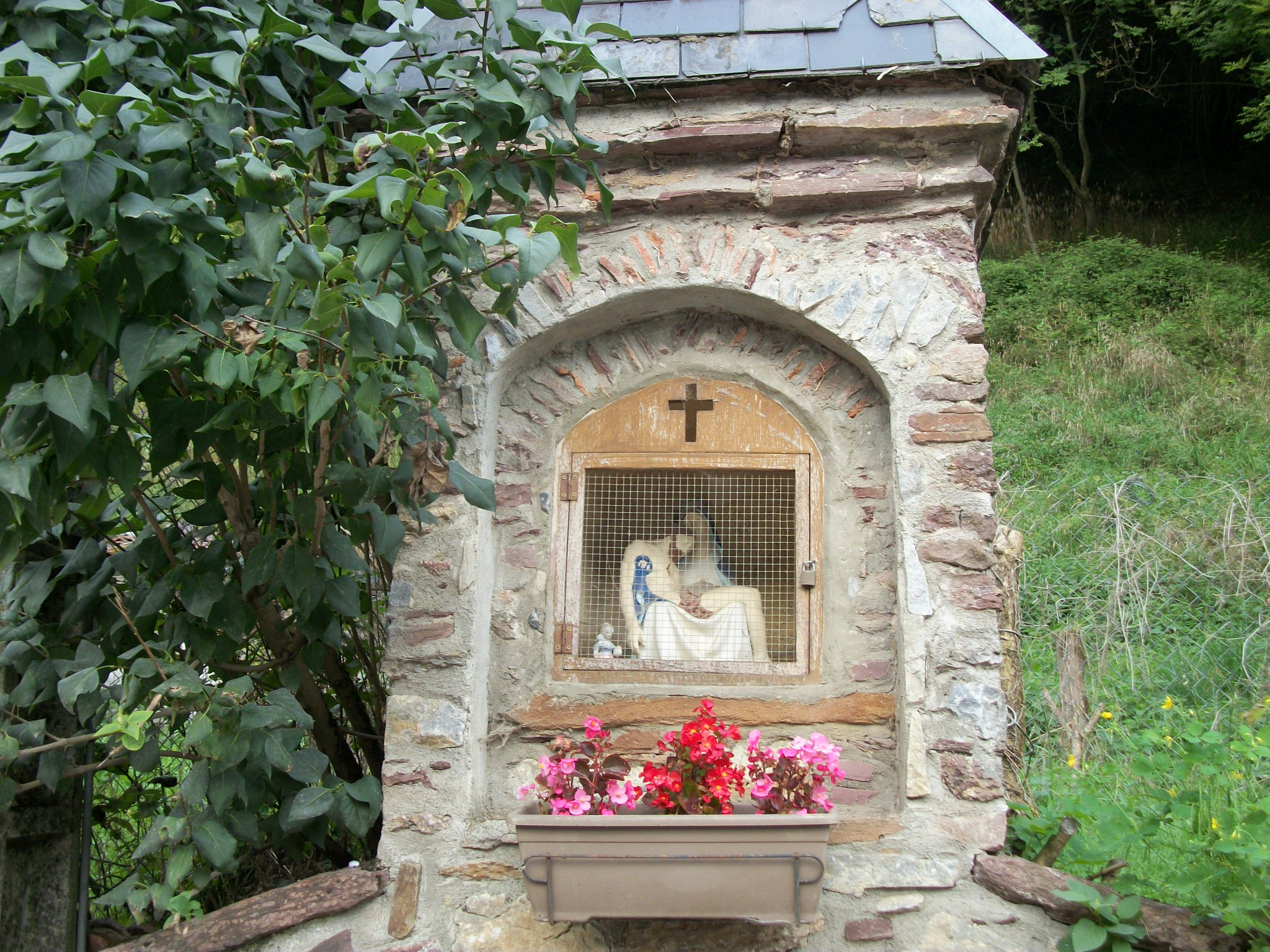

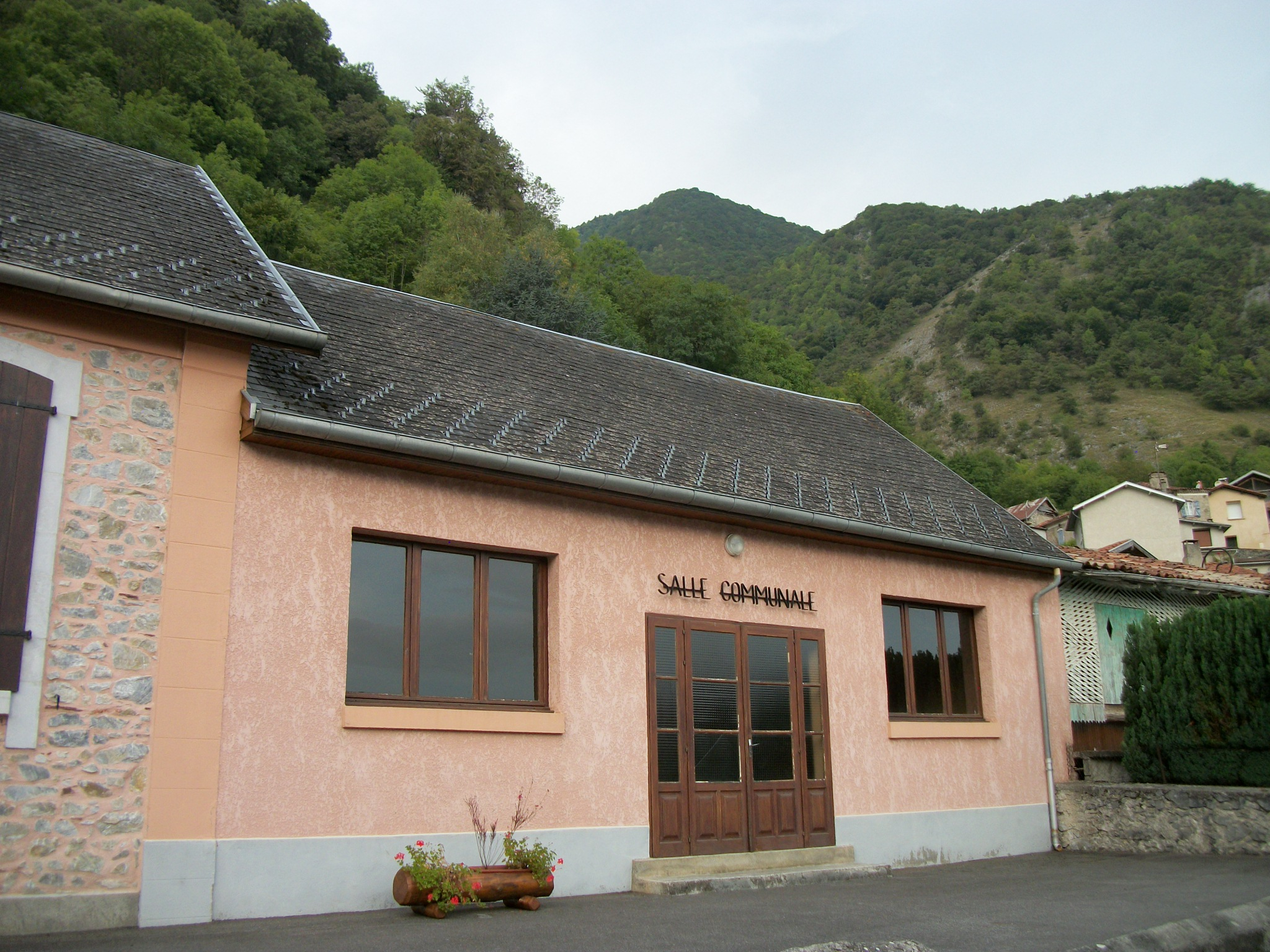
Salle communale.
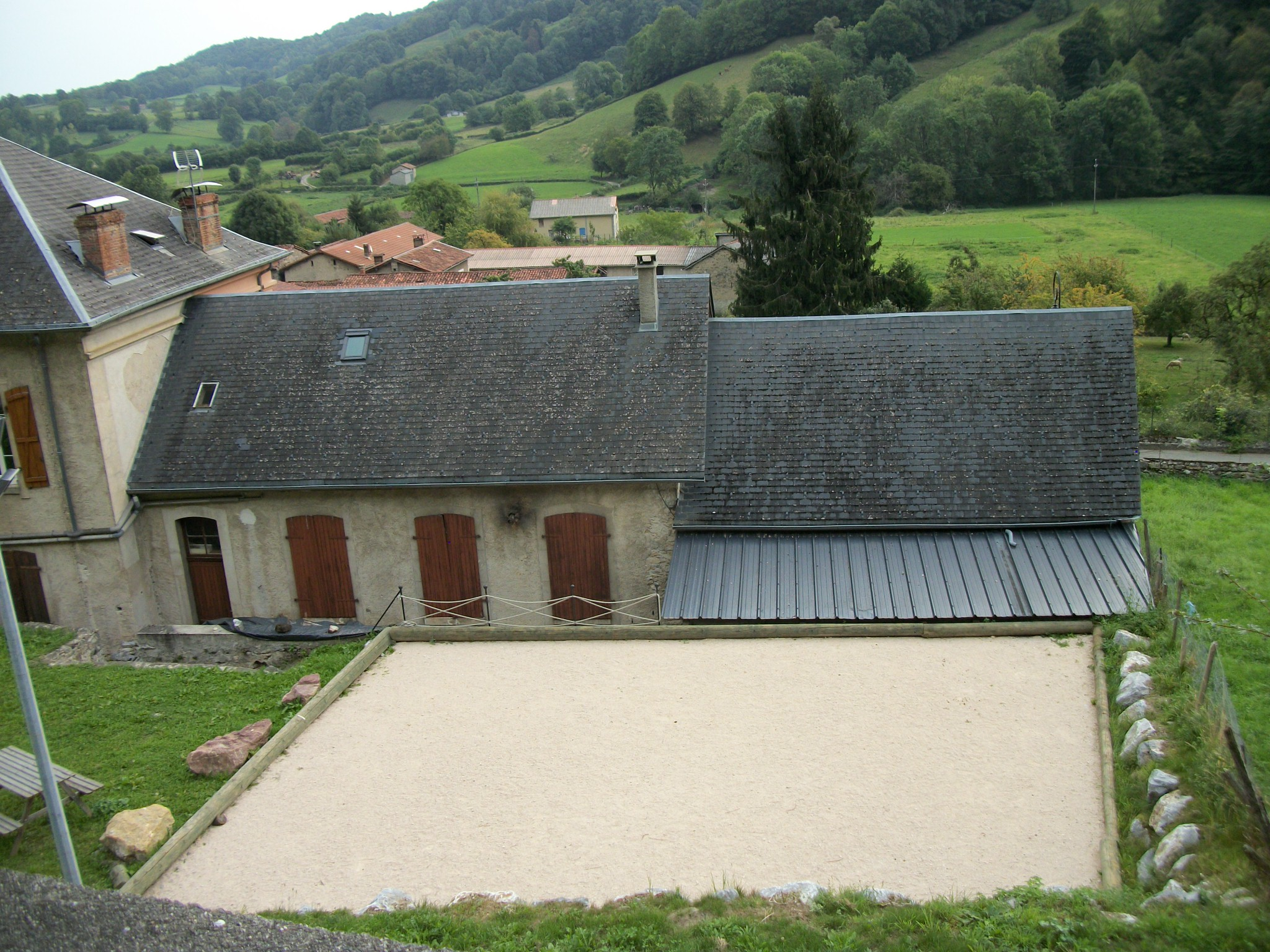
Le boulodrome derrière la mairie.
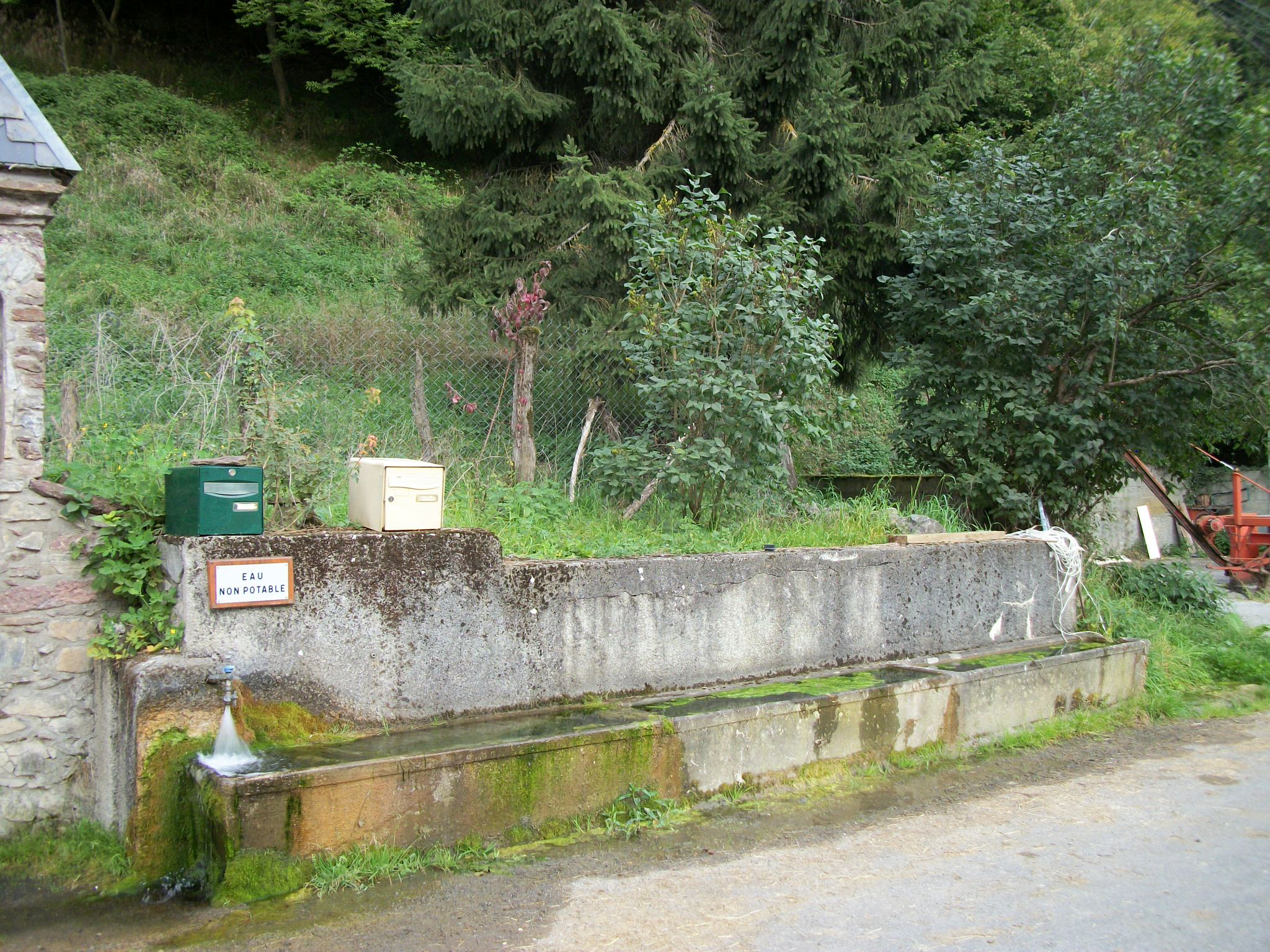
Un abreuvoir.

- Boulodrome.
- Nombreux abreuvoirs.
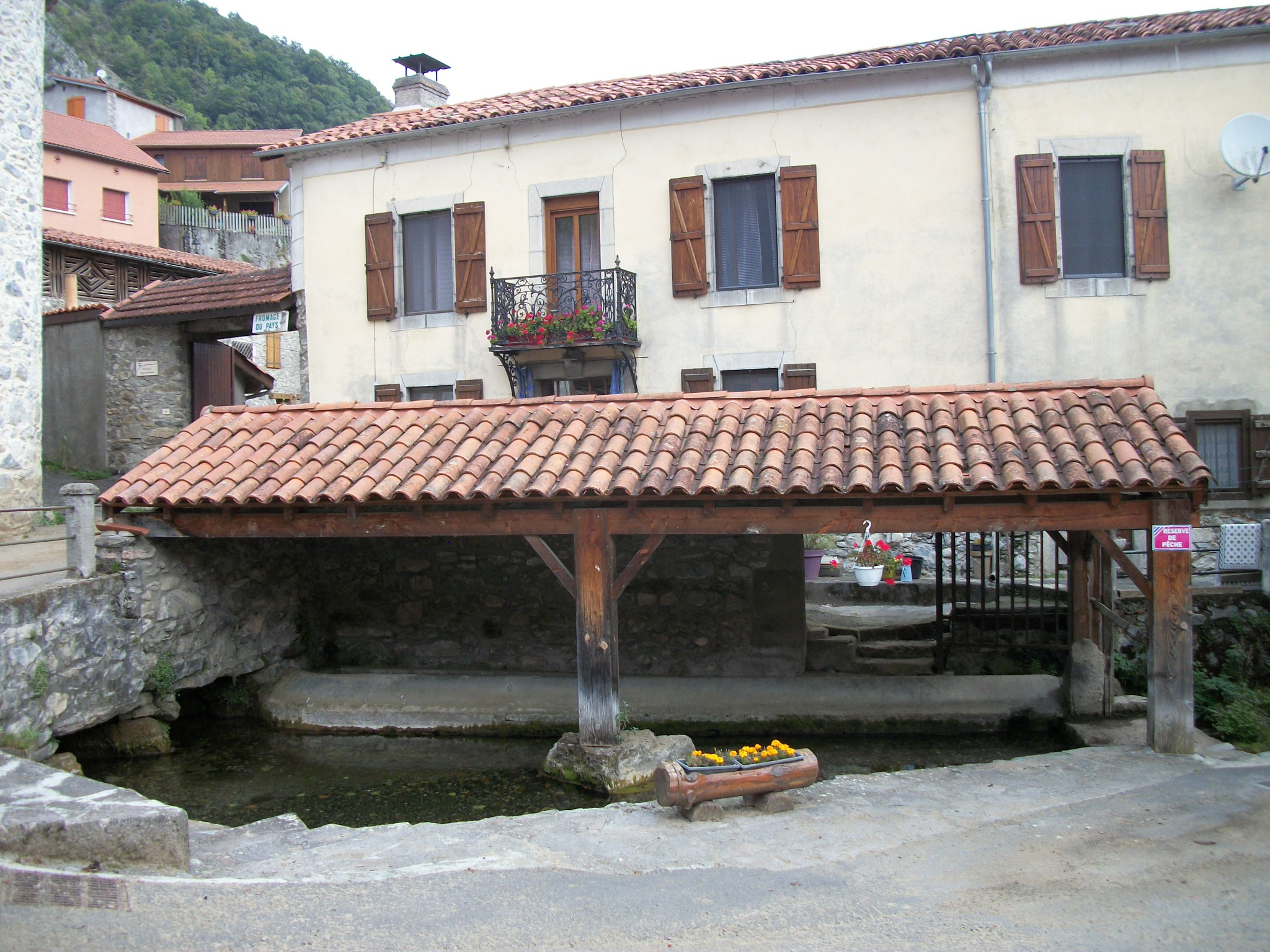
Ancien lavoir.
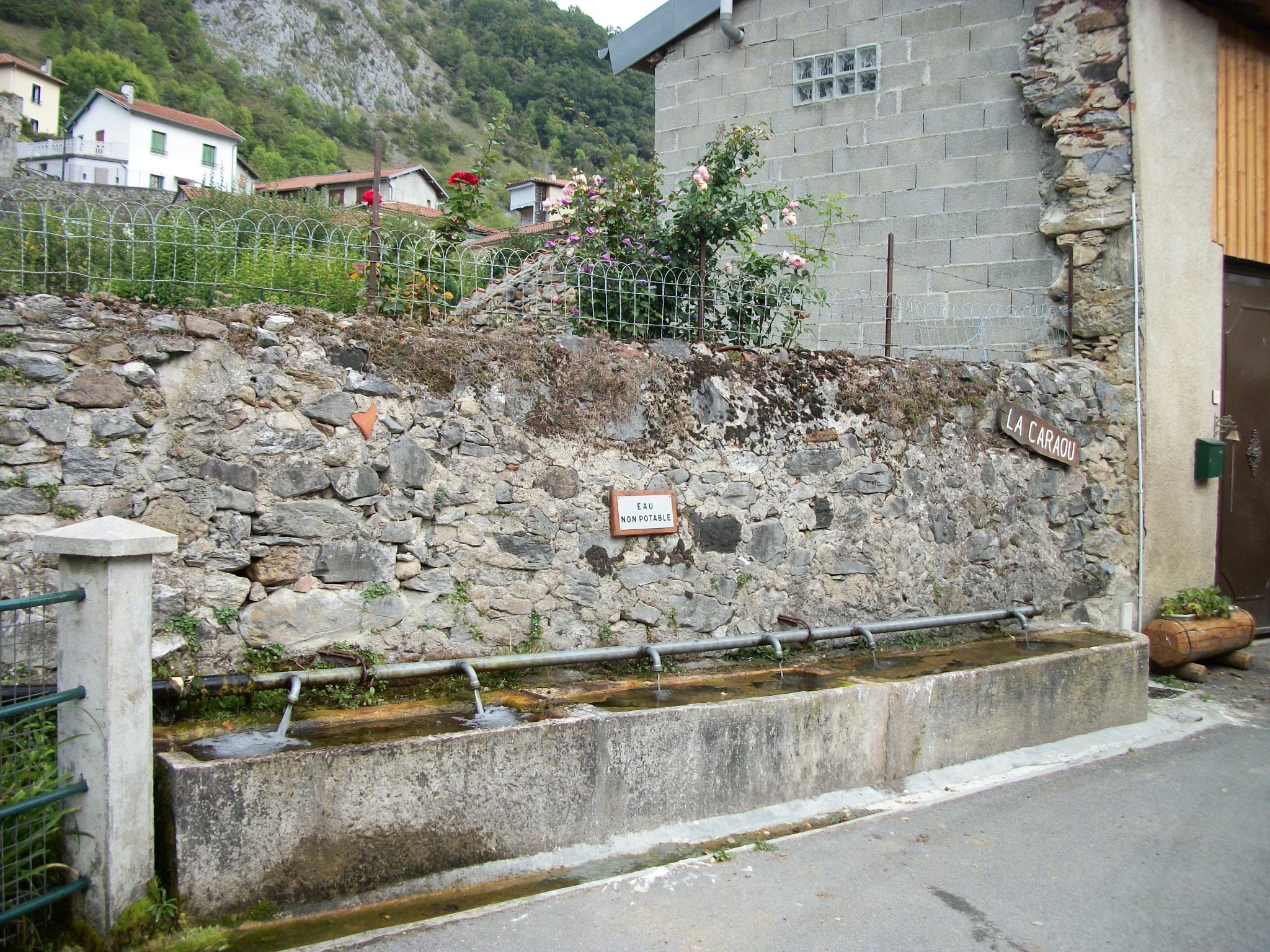
Un abreuvoir.
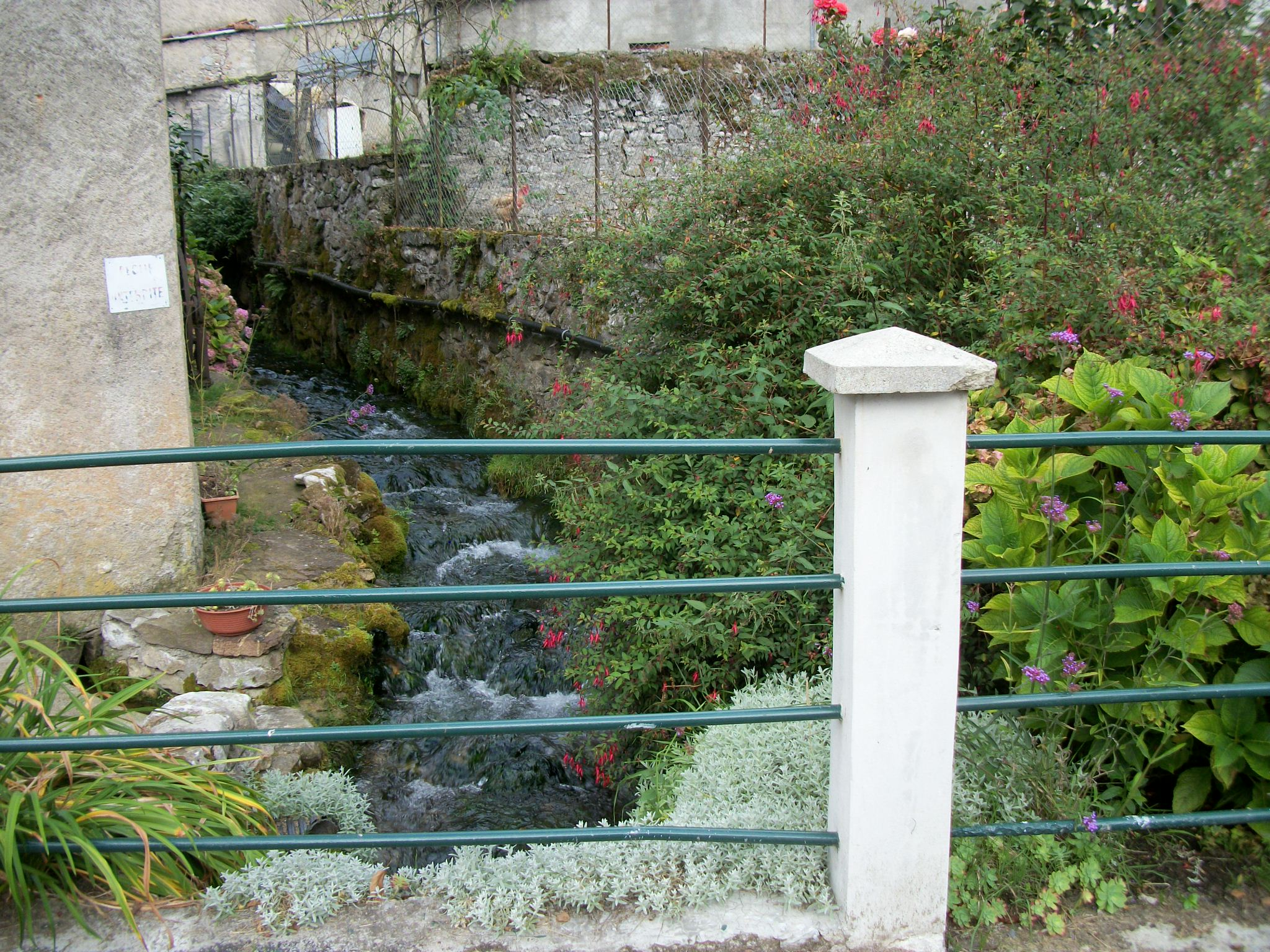
Un ruisseau traversant le village.
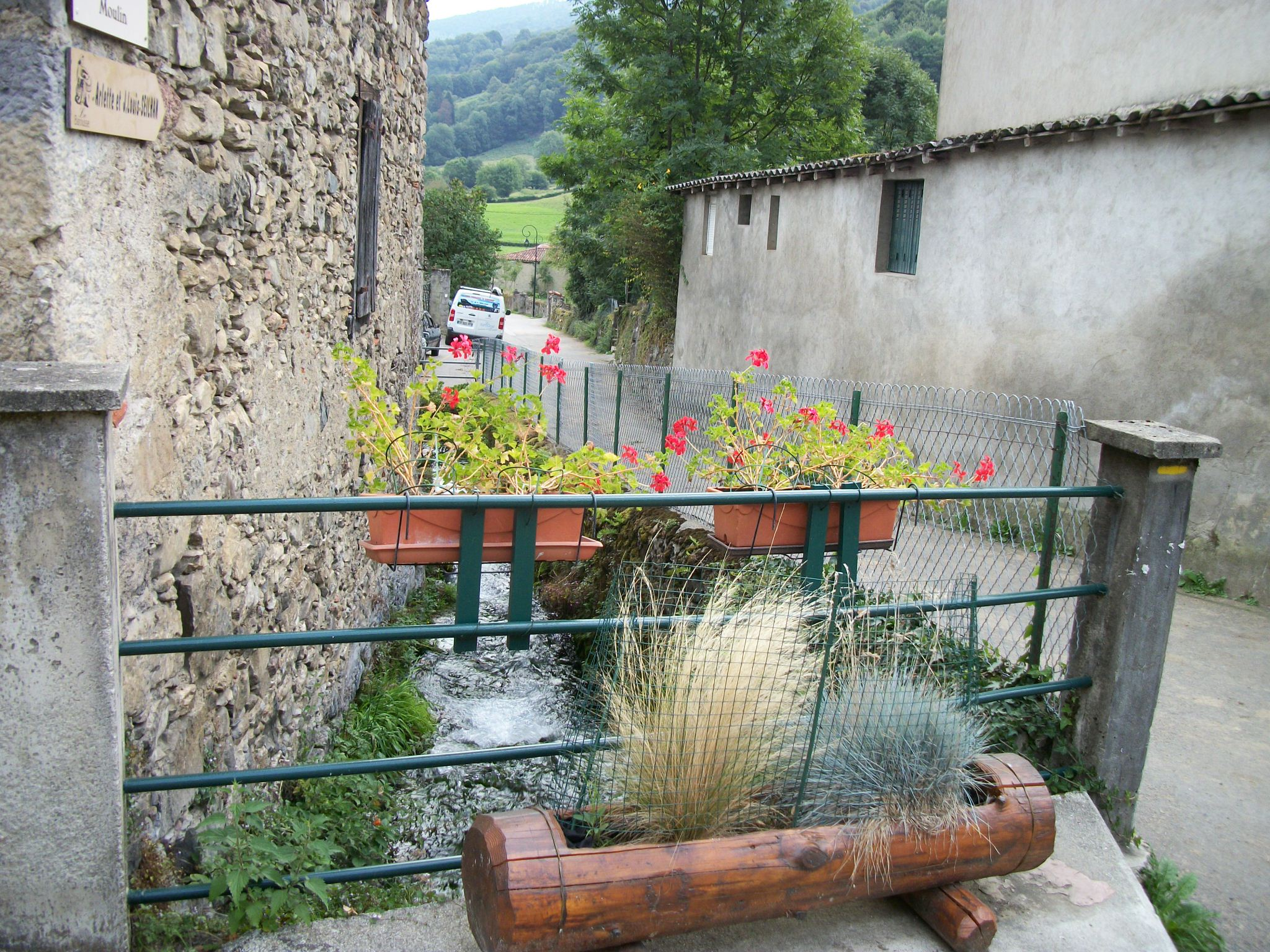
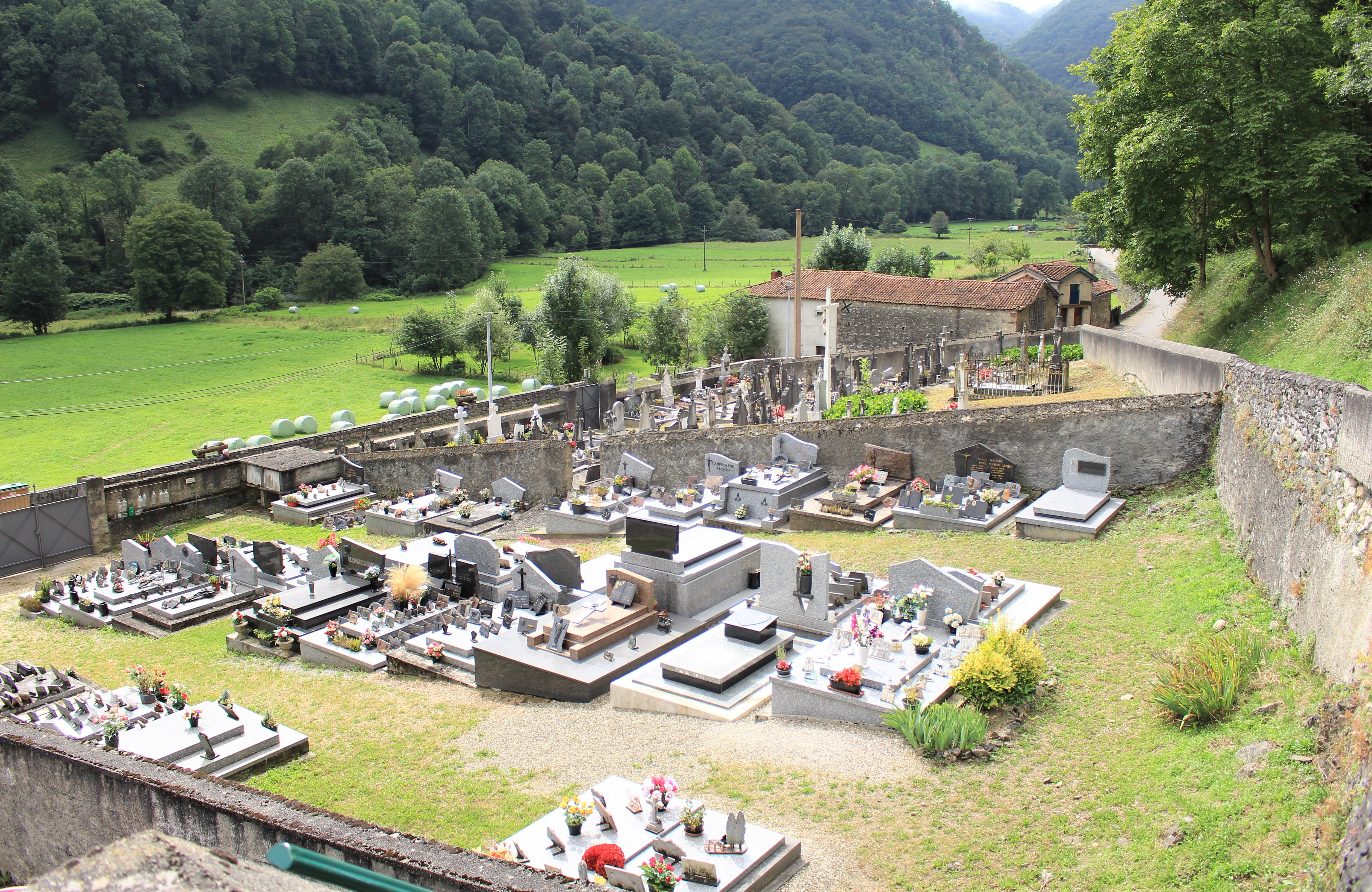
Le cimetière.
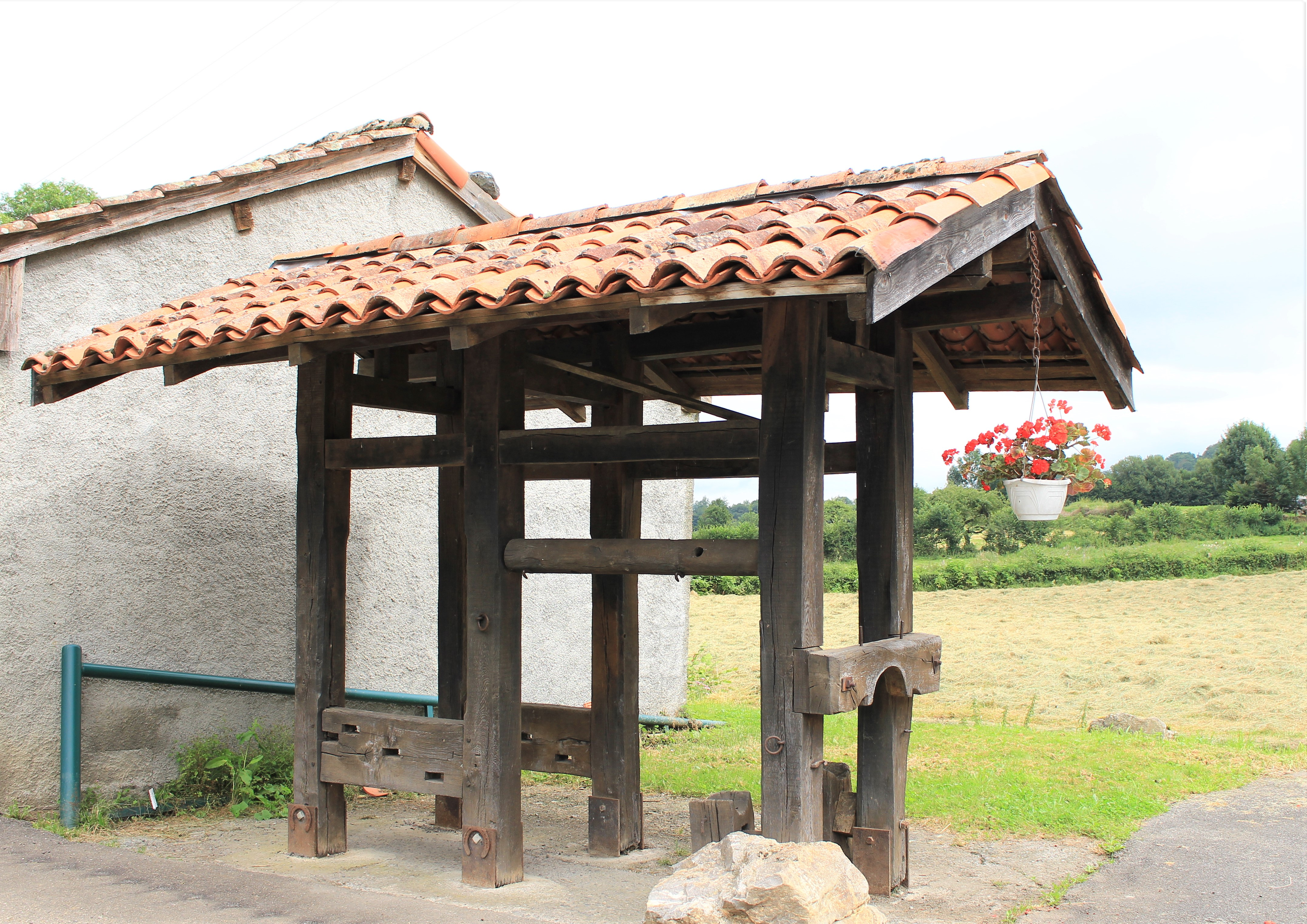
Le travail à ferrer.
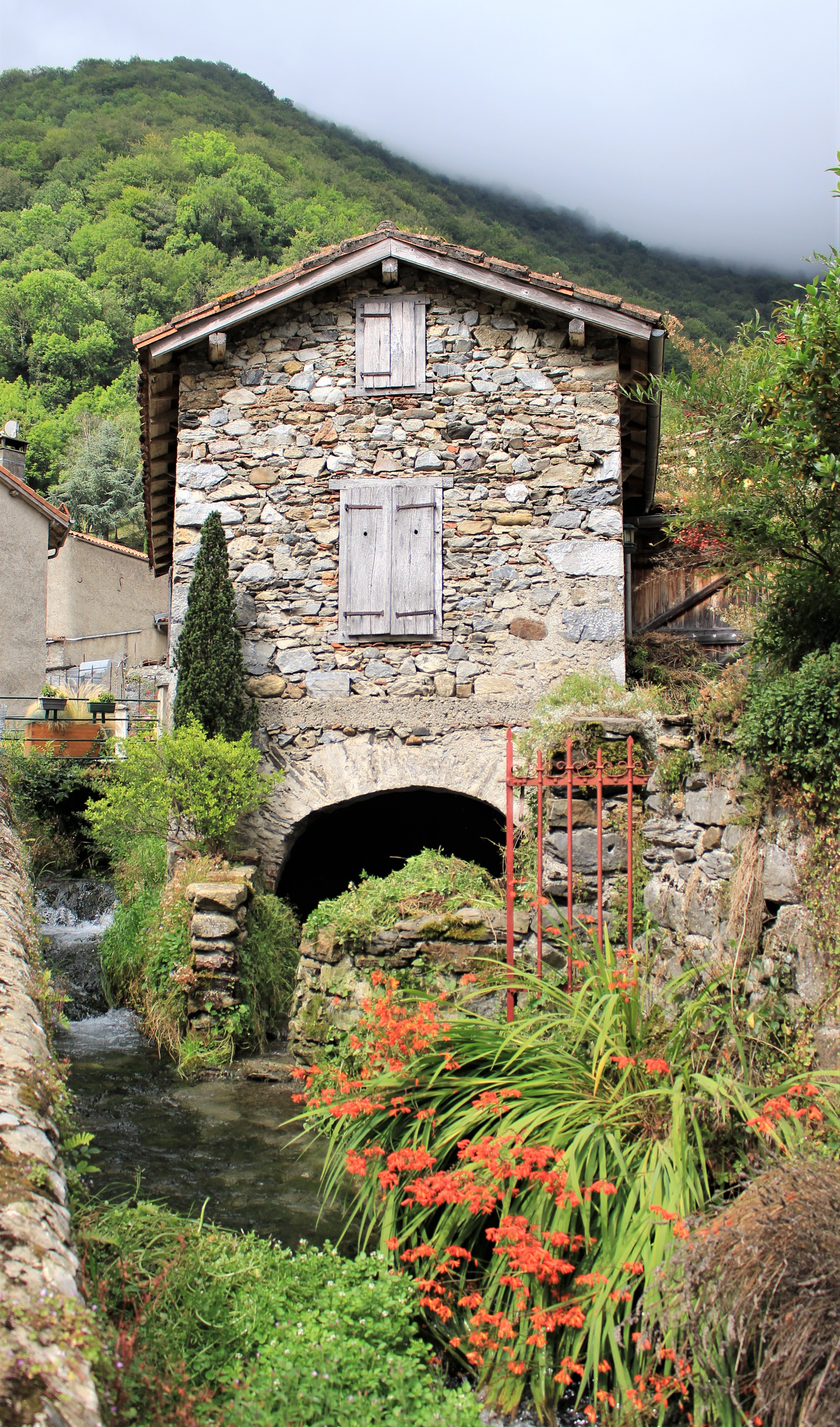
Un moulin.

- Salle communale.
- Le boulodrome derrière la mairie.
- Un abreuvoir.
- Un ancien lavoir.
- Un abreuvoir.
- Un ruisseau traversant le village.
- Le cimetière.
- Le travail à ferrer.
- Un moulin.

### Héraldique
| Blason de Sost | Blason  | D'azur à la fasce ondée haussée d'argent soutenue d'une canette d'or ; au chef d'or chargé de deux canettes affrontées de sinople. |
| Blason de Sost | Détails | Le statut officiel du blason reste à déterminer.                                                                                   |